# Elecciones provinciales de Santa Fe de 1999
Las elecciones generales de la provincia de Santa Fe de 1999 tuvieron lugar el 8 de agosto del mencionado año, desfasadas con respecto a las elecciones presidenciales y legislativas a nivel nacional por primera vez desde la restauración de la democracia. Se realizaron con el objetivo de renovar el cargo de Gobernador de la Provincia para el período 1999-2003, y las dos cámaras de la Legislatura Provincial, con 28 de los 50 escaños en la Cámara de Diputados reservados para el partido más votado y el resto distribuidos proporcionalmente, y 19 senadores elegidos por departamento. Fueron las terceras elecciones realizadas bajo el imperio de la ley de doble voto simultáneo o ley de lemas.
El exgobernador Carlos Reutemann triunfó y fue elegido para un segundo período no consecutivo por un muy amplio margen, al que se le sumó el resto de los votos obtenidos por los sublemas justicialistas. El peronismo obtuvo de este modo el 54.46% de los votos contra el 39.15% de la Alianza para el Trabajo, la Justicia y la Educación, cuyo candidato fue Horacio Usandizaga, de la Unión Cívica Radical. Fue la única ocasión desde la instauración de la ley de lemas en la que el candidato más votado fue efectivamente electo gobernador.

## Reglas electorales
- Gobernador y vicegobernador electos por doble voto simultáneo.
- 50 diputados, la totalidad de los miembros de la Cámara de Diputados Provincial. Electos por toda la provincia con 28 bancas reservadas para el partido más votado y 22 a los demás partidos, en proporción de los votos que hubieren logrado, usando doble voto simultáneo.
- 19 senadores, la totalidad de los miembros de la Cámara de Senadores Provincial. Electo un senador por cada uno de los 19 departamentos en los que se divide la provincia, usando doble voto simultáneo.

## Resultados

### Gobernador y vicegobernador
| Lema                                | Lema                                        | Fórmula                  | Fórmula                                    | Sublema               | Sublema               | Sublema               | Lema      | Lema  |
| Lema                                | Lema                                        | Gobernador               | Vicegobernador                             | Sublema               | Votos                 | %                     | Votos     | %     |
| ----------------------------------- | ------------------------------------------- | ------------------------ | ------------------------------------------ | --------------------- | --------------------- | --------------------- | --------- | ----- |
|                                     | Partido Justicialista                       | Carlos Reutemann         | Marcelo Julio Domingo Muniagurria          | Por Santa Fe          | 369.010               | 39,89                 | 925.110   | 57,57 |
| Todos para Santa Fe                 | Partido Justicialista                       | Carlos Reutemann         | Marcelo Julio Domingo Muniagurria          | 165.856               | 17,93                 |                       | 925.110   | 57,57 |
| Trabajar Juntos para Santa Fe       | Partido Justicialista                       | Carlos Reutemann         | Marcelo Julio Domingo Muniagurria          | 132.132               | 14,28                 |                       | 925.110   | 57,57 |
| Unidad Santafesina                  | Partido Justicialista                       | Carlos Reutemann         | Marcelo Julio Domingo Muniagurria          | 59.856                | 6,47                  |                       | 925.110   | 57,57 |
| Lo Mejor para Santa Fe              | Partido Justicialista                       | Carlos Reutemann         | Marcelo Julio Domingo Muniagurria          | 54.536                | 5,90                  |                       | 925.110   | 57,57 |
| Santa Fe en Desarrollo              | Partido Justicialista                       | Carlos Reutemann         | Marcelo Julio Domingo Muniagurria          | 50.676                | 5,48                  |                       | 925.110   | 57,57 |
| Unión Vecinal para Santa Fe         | Partido Justicialista                       | Carlos Reutemann         | Marcelo Julio Domingo Muniagurria          | 40.891                | 4,42                  |                       | 925.110   | 57,57 |
| Arriba Santa Fe                     | Partido Justicialista                       | Carlos Reutemann         | Marcelo Julio Domingo Muniagurria          | 17.593                | 1,90                  |                       | 925.110   | 57,57 |
| Total                               | Partido Justicialista                       | Carlos Reutemann         | Marcelo Julio Domingo Muniagurria          | 890.550               | 96,26                 |                       | 925.110   | 57,57 |
| Carlos Américo Bermúdez             | Partido Justicialista                       | Alfredo Ramiro Speratti  | Una Provincia que Crece                    | 17.181                | 1,86                  |                       | 925.110   | 57,57 |
| Carlos Américo Bermúdez             | Partido Justicialista                       | Alfredo Ramiro Speratti  | Frente de Unidad                           | 2.721                 | 0,29                  |                       | 925.110   | 57,57 |
| Carlos Américo Bermúdez             | Partido Justicialista                       | Alfredo Ramiro Speratti  | Tomemos Conciencia                         | 2.641                 | 0,29                  |                       | 925.110   | 57,57 |
| Carlos Américo Bermúdez             | Partido Justicialista                       | Alfredo Ramiro Speratti  | Total                                      | 22.543                | 2,44                  |                       | 925.110   | 57,57 |
| María Cristina de los Ángeles Benzi | Partido Justicialista                       | Miguel Justo Cárcamo     | Sólo para Servir                           | 7.705                 | 0,83                  |                       | 925.110   | 57,57 |
| María Cristina de los Ángeles Benzi | Partido Justicialista                       | Miguel Justo Cárcamo     | Creciendo en Unidad                        | 2.401                 | 0,26                  |                       | 925.110   | 57,57 |
| María Cristina de los Ángeles Benzi | Partido Justicialista                       | Miguel Justo Cárcamo     | Total                                      | 10.106                | 1,09                  |                       | 925.110   | 57,57 |
| Votos al lema                       | Votos al lema                               | Votos al lema            | 1.911                                      | 0,21                  |                       |                       | 925.110   | 57,57 |
|                                     | Alianza Santafesina                         | Horacio Usandizaga       | Jorge Mosset Iturraspe                     | Convergencia          | 262.352               | 39,42                 | 665.470   | 41,41 |
| Confluencia                         | Alianza Santafesina                         | Horacio Usandizaga       | Jorge Mosset Iturraspe                     | 61.373                | 9,22                  |                       | 665.470   | 41,41 |
| Confianza                           | Alianza Santafesina                         | Horacio Usandizaga       | Jorge Mosset Iturraspe                     | 54.335                | 8,16                  |                       | 665.470   | 41,41 |
| Unión de Independientes             | Alianza Santafesina                         | Horacio Usandizaga       | Jorge Mosset Iturraspe                     | 30.276                | 4,55                  |                       | 665.470   | 41,41 |
| Total                               | Alianza Santafesina                         | Horacio Usandizaga       | Jorge Mosset Iturraspe                     | 408.336               | 61,36                 |                       | 665.470   | 41,41 |
| Rubén Giustiniani                   | Alianza Santafesina                         | Carlos Raúl Iparraguirre | Por el Trabajo, la Justicia y la Educación | 145.065               | 21,80                 |                       | 665.470   | 41,41 |
| Rubén Giustiniani                   | Alianza Santafesina                         | Carlos Raúl Iparraguirre | Frente para la Sociedad                    | 20.139                | 3,03                  |                       | 665.470   | 41,41 |
| Rubén Giustiniani                   | Alianza Santafesina                         | Carlos Raúl Iparraguirre | El Futuro en Buenas Manos                  | 11.008                | 1,65                  |                       | 665.470   | 41,41 |
| Rubén Giustiniani                   | Alianza Santafesina                         | Carlos Raúl Iparraguirre | Lo que Viene                               | 6.795                 | 1,02                  |                       | 665.470   | 41,41 |
| Rubén Giustiniani                   | Alianza Santafesina                         | Carlos Raúl Iparraguirre | La Fuerza del Cambio                       | 5.683                 | 0,85                  |                       | 665.470   | 41,41 |
| Rubén Giustiniani                   | Alianza Santafesina                         | Carlos Raúl Iparraguirre | Es el Tiempo de lo Nuevo                   | 4.675                 | 0,70                  |                       | 665.470   | 41,41 |
| Rubén Giustiniani                   | Alianza Santafesina                         | Carlos Raúl Iparraguirre | Cambio 99                                  | 851                   | 0,13                  |                       | 665.470   | 41,41 |
| Rubén Giustiniani                   | Alianza Santafesina                         | Carlos Raúl Iparraguirre | Total                                      | 194.216               | 29,18                 |                       | 665.470   | 41,41 |
| Alberto Natale                      | Alianza Santafesina                         | Eduardo González Riaño   | Principios, Decencia, Prosperidad          | 61.001                | 9,17                  |                       | 665.470   | 41,41 |
| Votos al lema                       | Votos al lema                               | Votos al lema            | 1.917                                      | 0,29                  |                       |                       | 665.470   | 41,41 |
|                                     | Unidad de la Izquierda y la Resistencia     | Norberto José Olivares   | Lorena Rut Udler                           | —                     | —                     | —                     | 6.808     | 0,42  |
|                                     | Partido Humanista                           | Hugo Omar Novotny        | Gabriel Luis Parnisari                     | —                     | —                     | —                     | 5.749     | 0,36  |
|                                     | Alianza Social Cristiana del Tercer Milenio | Julio Luis González      | Raimar Ataide da Costa                     | —                     | —                     | —                     | 3.746     | 0,23  |
| Votos positivos                     | Votos positivos                             | Votos positivos          | Votos positivos                            | Votos positivos       | Votos positivos       | Votos positivos       | 1.606.883 | 93,61 |
| Votos en blanco                     | Votos en blanco                             | Votos en blanco          | Votos en blanco                            | Votos en blanco       | Votos en blanco       | Votos en blanco       | 97.227    | 5,66  |
| Votos anulados                      | Votos anulados                              | Votos anulados           | Votos anulados                             | Votos anulados        | Votos anulados        | Votos anulados        | 12.488    | 0,73  |
| Participación                       | Participación                               | Participación            | Participación                              | Participación         | Participación         | Participación         | 1.716.598 | 80,26 |
| Electores registrados               | Electores registrados                       | Electores registrados    | Electores registrados                      | Electores registrados | Electores registrados | Electores registrados | 2.138.698 | 100   |
| Fuente:                             |                                             |                          |                                            |                       |                       |                       |           |       |

### Cámara de Diputados
| Lema | Lema                                        | Candidatos | Sublema               | Sublema               | Sublema               | Sublema               | Lema      | Lema  | Lema   |
| Lema | Lema                                        | Candidatos | Sublema               | Votos                 | %                     | Bancas                | Votos     | %     | Bancas |
| --- | ------------------------------------------- | --- | --------------------- | --------------------- | --------------------- | --------------------- | --------- | ----- | ------ |
| | Partido Justicialista                       | Ver candidatos: 1. María Angélica Gastaldi 2. Alberto Nazareno Hammerly 3. Alejandro Ángel Rebola 4. Jorge Raúl Giorgetti 5. Mario César Esquivel 6. Irma Amelia Foresi 7. Ariel Raúl A. dalla Fontana 8. Carlos Delcio Funes 9. Dolly Luisa Cavigiuri 10. Antonio Jorge Grbavac 11. Pedro Luis Giardino 12. Mónica Selvina González 13. Francisco Nicolás Sellares 14. Roberto Federico Reutemann 15. Élida Beatriz Schachner 16. Roberto Raúl Cané 17. José Ariel Ugalde 18. Susana María Broda 19. Ricardo Alfredo Álvarez 20. Carlos Alberto Paganini 21. Liliana Graciela Meotto 22. Domingo José Pochettino 23. Edmundo Carlos Barrera 24. Marta Susana Gutiérrez 25. Fernando Gabriel Mazziotta 26. Juan Domingo Demaria 27. Laura Mercedes Venesia 28. Osvaldo Marcelo Mainetti  | Por Santa Fe          | 324.068               | 39,77                 | 27/50                 | 814.879   | 54,14 | 28/50  |
| Todos para Santa Fe | Partido Justicialista                       | Ver candidatos: 1. María Angélica Gastaldi 2. Alberto Nazareno Hammerly 3. Alejandro Ángel Rebola 4. Jorge Raúl Giorgetti 5. Mario César Esquivel 6. Irma Amelia Foresi 7. Ariel Raúl A. dalla Fontana 8. Carlos Delcio Funes 9. Dolly Luisa Cavigiuri 10. Antonio Jorge Grbavac 11. Pedro Luis Giardino 12. Mónica Selvina González 13. Francisco Nicolás Sellares 14. Roberto Federico Reutemann 15. Élida Beatriz Schachner 16. Roberto Raúl Cané 17. José Ariel Ugalde 18. Susana María Broda 19. Ricardo Alfredo Álvarez 20. Carlos Alberto Paganini 21. Liliana Graciela Meotto 22. Domingo José Pochettino 23. Edmundo Carlos Barrera 24. Marta Susana Gutiérrez 25. Fernando Gabriel Mazziotta 26. Juan Domingo Demaria 27. Laura Mercedes Venesia 28. Osvaldo Marcelo Mainetti  | 140.925               | 17,29                 |                       | 27/50                 | 814.879   | 54,14 | 28/50  |
| Trabajar Juntos para Santa Fe | Partido Justicialista                       | Ver candidatos: 1. María Angélica Gastaldi 2. Alberto Nazareno Hammerly 3. Alejandro Ángel Rebola 4. Jorge Raúl Giorgetti 5. Mario César Esquivel 6. Irma Amelia Foresi 7. Ariel Raúl A. dalla Fontana 8. Carlos Delcio Funes 9. Dolly Luisa Cavigiuri 10. Antonio Jorge Grbavac 11. Pedro Luis Giardino 12. Mónica Selvina González 13. Francisco Nicolás Sellares 14. Roberto Federico Reutemann 15. Élida Beatriz Schachner 16. Roberto Raúl Cané 17. José Ariel Ugalde 18. Susana María Broda 19. Ricardo Alfredo Álvarez 20. Carlos Alberto Paganini 21. Liliana Graciela Meotto 22. Domingo José Pochettino 23. Edmundo Carlos Barrera 24. Marta Susana Gutiérrez 25. Fernando Gabriel Mazziotta 26. Juan Domingo Demaria 27. Laura Mercedes Venesia 28. Osvaldo Marcelo Mainetti  | 119.261               | 14,64                 |                       | 27/50                 | 814.879   | 54,14 | 28/50  |
| Unidad Santafesina | Partido Justicialista                       | Ver candidatos: 1. María Angélica Gastaldi 2. Alberto Nazareno Hammerly 3. Alejandro Ángel Rebola 4. Jorge Raúl Giorgetti 5. Mario César Esquivel 6. Irma Amelia Foresi 7. Ariel Raúl A. dalla Fontana 8. Carlos Delcio Funes 9. Dolly Luisa Cavigiuri 10. Antonio Jorge Grbavac 11. Pedro Luis Giardino 12. Mónica Selvina González 13. Francisco Nicolás Sellares 14. Roberto Federico Reutemann 15. Élida Beatriz Schachner 16. Roberto Raúl Cané 17. José Ariel Ugalde 18. Susana María Broda 19. Ricardo Alfredo Álvarez 20. Carlos Alberto Paganini 21. Liliana Graciela Meotto 22. Domingo José Pochettino 23. Edmundo Carlos Barrera 24. Marta Susana Gutiérrez 25. Fernando Gabriel Mazziotta 26. Juan Domingo Demaria 27. Laura Mercedes Venesia 28. Osvaldo Marcelo Mainetti  | 49.546                | 6,08                  |                       | 27/50                 | 814.879   | 54,14 | 28/50  |
| Lo Mejor para Santa Fe | Partido Justicialista                       | Ver candidatos: 1. María Angélica Gastaldi 2. Alberto Nazareno Hammerly 3. Alejandro Ángel Rebola 4. Jorge Raúl Giorgetti 5. Mario César Esquivel 6. Irma Amelia Foresi 7. Ariel Raúl A. dalla Fontana 8. Carlos Delcio Funes 9. Dolly Luisa Cavigiuri 10. Antonio Jorge Grbavac 11. Pedro Luis Giardino 12. Mónica Selvina González 13. Francisco Nicolás Sellares 14. Roberto Federico Reutemann 15. Élida Beatriz Schachner 16. Roberto Raúl Cané 17. José Ariel Ugalde 18. Susana María Broda 19. Ricardo Alfredo Álvarez 20. Carlos Alberto Paganini 21. Liliana Graciela Meotto 22. Domingo José Pochettino 23. Edmundo Carlos Barrera 24. Marta Susana Gutiérrez 25. Fernando Gabriel Mazziotta 26. Juan Domingo Demaria 27. Laura Mercedes Venesia 28. Osvaldo Marcelo Mainetti  | 45.235                | 5,55                  |                       | 27/50                 | 814.879   | 54,14 | 28/50  |
| Santa Fe en Desarrollo | Partido Justicialista                       | Ver candidatos: 1. María Angélica Gastaldi 2. Alberto Nazareno Hammerly 3. Alejandro Ángel Rebola 4. Jorge Raúl Giorgetti 5. Mario César Esquivel 6. Irma Amelia Foresi 7. Ariel Raúl A. dalla Fontana 8. Carlos Delcio Funes 9. Dolly Luisa Cavigiuri 10. Antonio Jorge Grbavac 11. Pedro Luis Giardino 12. Mónica Selvina González 13. Francisco Nicolás Sellares 14. Roberto Federico Reutemann 15. Élida Beatriz Schachner 16. Roberto Raúl Cané 17. José Ariel Ugalde 18. Susana María Broda 19. Ricardo Alfredo Álvarez 20. Carlos Alberto Paganini 21. Liliana Graciela Meotto 22. Domingo José Pochettino 23. Edmundo Carlos Barrera 24. Marta Susana Gutiérrez 25. Fernando Gabriel Mazziotta 26. Juan Domingo Demaria 27. Laura Mercedes Venesia 28. Osvaldo Marcelo Mainetti  | 43.142                | 5,29                  |                       | 27/50                 | 814.879   | 54,14 | 28/50  |
| Unión Vecinal para Santa Fe | Partido Justicialista                       | Ver candidatos: 1. María Angélica Gastaldi 2. Alberto Nazareno Hammerly 3. Alejandro Ángel Rebola 4. Jorge Raúl Giorgetti 5. Mario César Esquivel 6. Irma Amelia Foresi 7. Ariel Raúl A. dalla Fontana 8. Carlos Delcio Funes 9. Dolly Luisa Cavigiuri 10. Antonio Jorge Grbavac 11. Pedro Luis Giardino 12. Mónica Selvina González 13. Francisco Nicolás Sellares 14. Roberto Federico Reutemann 15. Élida Beatriz Schachner 16. Roberto Raúl Cané 17. José Ariel Ugalde 18. Susana María Broda 19. Ricardo Alfredo Álvarez 20. Carlos Alberto Paganini 21. Liliana Graciela Meotto 22. Domingo José Pochettino 23. Edmundo Carlos Barrera 24. Marta Susana Gutiérrez 25. Fernando Gabriel Mazziotta 26. Juan Domingo Demaria 27. Laura Mercedes Venesia 28. Osvaldo Marcelo Mainetti  | 33.153                | 4,07                  |                       | 27/50                 | 814.879   | 54,14 | 28/50  |
| Arriba Santa Fe | Partido Justicialista                       | Ver candidatos: 1. María Angélica Gastaldi 2. Alberto Nazareno Hammerly 3. Alejandro Ángel Rebola 4. Jorge Raúl Giorgetti 5. Mario César Esquivel 6. Irma Amelia Foresi 7. Ariel Raúl A. dalla Fontana 8. Carlos Delcio Funes 9. Dolly Luisa Cavigiuri 10. Antonio Jorge Grbavac 11. Pedro Luis Giardino 12. Mónica Selvina González 13. Francisco Nicolás Sellares 14. Roberto Federico Reutemann 15. Élida Beatriz Schachner 16. Roberto Raúl Cané 17. José Ariel Ugalde 18. Susana María Broda 19. Ricardo Alfredo Álvarez 20. Carlos Alberto Paganini 21. Liliana Graciela Meotto 22. Domingo José Pochettino 23. Edmundo Carlos Barrera 24. Marta Susana Gutiérrez 25. Fernando Gabriel Mazziotta 26. Juan Domingo Demaria 27. Laura Mercedes Venesia 28. Osvaldo Marcelo Mainetti  | 14.166                | 1,74                  |                       | 27/50                 | 814.879   | 54,14 | 28/50  |
| Total | Partido Justicialista                       | Ver candidatos: 1. María Angélica Gastaldi 2. Alberto Nazareno Hammerly 3. Alejandro Ángel Rebola 4. Jorge Raúl Giorgetti 5. Mario César Esquivel 6. Irma Amelia Foresi 7. Ariel Raúl A. dalla Fontana 8. Carlos Delcio Funes 9. Dolly Luisa Cavigiuri 10. Antonio Jorge Grbavac 11. Pedro Luis Giardino 12. Mónica Selvina González 13. Francisco Nicolás Sellares 14. Roberto Federico Reutemann 15. Élida Beatriz Schachner 16. Roberto Raúl Cané 17. José Ariel Ugalde 18. Susana María Broda 19. Ricardo Alfredo Álvarez 20. Carlos Alberto Paganini 21. Liliana Graciela Meotto 22. Domingo José Pochettino 23. Edmundo Carlos Barrera 24. Marta Susana Gutiérrez 25. Fernando Gabriel Mazziotta 26. Juan Domingo Demaria 27. Laura Mercedes Venesia 28. Osvaldo Marcelo Mainetti  | 769.496               | 94,43                 |                       | 27/50                 | 814.879   | 54,14 | 28/50  |
| Ver candidatos: 1. Carlos Américo Bermúdez 2. Juan Carlos Galotto 3. Stella Maris Aiup 4. Daniel Castro 5. Matilde Blanca Magni 6. Hugo Justo Barrionuevo 7. Gabriel Edgardo Gasparutti 8. José Leonardo Valeriano 9. Nora Zulema Bayón 10. Sergio Ismael Romero 11. Florencio H. Soledo 12. Francisca Inocencia Cáceres 13. Rubén González 14. Juan Manuel Caudana 15. Erminia Álvarez 16. Raúl Alberto Calvo 17. Alcides Cecilio Perren 18. Viviana Patricia Ríos 19. Juan Carlos Acuña 20. Carlos Jorge Vidal 21. María Eugenia Ullua 22. Ramón Alberto Oro 23. María Haydee Díaz 24. Julio Alfredo Albarracín 25. Arnaldo Mario Comuzzi 26. Andrea Viviana González 27. Moisés Miguel Yobe 28. José Rodolfo Rubiola                                                                     | Partido Justicialista                       | Una Provincia que Crece | 26.858                | 3,30                  | 1/50                  |                       | 814.879   | 54,14 | 28/50  |
| Ver candidatos: 1. Carlos Américo Bermúdez 2. Juan Carlos Galotto 3. Stella Maris Aiup 4. Daniel Castro 5. Matilde Blanca Magni 6. Hugo Justo Barrionuevo 7. Gabriel Edgardo Gasparutti 8. José Leonardo Valeriano 9. Nora Zulema Bayón 10. Sergio Ismael Romero 11. Florencio H. Soledo 12. Francisca Inocencia Cáceres 13. Rubén González 14. Juan Manuel Caudana 15. Erminia Álvarez 16. Raúl Alberto Calvo 17. Alcides Cecilio Perren 18. Viviana Patricia Ríos 19. Juan Carlos Acuña 20. Carlos Jorge Vidal 21. María Eugenia Ullua 22. Ramón Alberto Oro 23. María Haydee Díaz 24. Julio Alfredo Albarracín 25. Arnaldo Mario Comuzzi 26. Andrea Viviana González 27. Moisés Miguel Yobe 28. José Rodolfo Rubiola                                                                     | Partido Justicialista                       | Frente de Unidad | 3.352                 | 0,41                  | 1/50                  |                       | 814.879   | 54,14 | 28/50  |
| Ver candidatos: 1. Carlos Américo Bermúdez 2. Juan Carlos Galotto 3. Stella Maris Aiup 4. Daniel Castro 5. Matilde Blanca Magni 6. Hugo Justo Barrionuevo 7. Gabriel Edgardo Gasparutti 8. José Leonardo Valeriano 9. Nora Zulema Bayón 10. Sergio Ismael Romero 11. Florencio H. Soledo 12. Francisca Inocencia Cáceres 13. Rubén González 14. Juan Manuel Caudana 15. Erminia Álvarez 16. Raúl Alberto Calvo 17. Alcides Cecilio Perren 18. Viviana Patricia Ríos 19. Juan Carlos Acuña 20. Carlos Jorge Vidal 21. María Eugenia Ullua 22. Ramón Alberto Oro 23. María Haydee Díaz 24. Julio Alfredo Albarracín 25. Arnaldo Mario Comuzzi 26. Andrea Viviana González 27. Moisés Miguel Yobe 28. José Rodolfo Rubiola                                                                     | Partido Justicialista                       | Tomemos Conciencia | 2.834                 | 0,35                  | 1/50                  |                       | 814.879   | 54,14 | 28/50  |
| Ver candidatos: 1. Carlos Américo Bermúdez 2. Juan Carlos Galotto 3. Stella Maris Aiup 4. Daniel Castro 5. Matilde Blanca Magni 6. Hugo Justo Barrionuevo 7. Gabriel Edgardo Gasparutti 8. José Leonardo Valeriano 9. Nora Zulema Bayón 10. Sergio Ismael Romero 11. Florencio H. Soledo 12. Francisca Inocencia Cáceres 13. Rubén González 14. Juan Manuel Caudana 15. Erminia Álvarez 16. Raúl Alberto Calvo 17. Alcides Cecilio Perren 18. Viviana Patricia Ríos 19. Juan Carlos Acuña 20. Carlos Jorge Vidal 21. María Eugenia Ullua 22. Ramón Alberto Oro 23. María Haydee Díaz 24. Julio Alfredo Albarracín 25. Arnaldo Mario Comuzzi 26. Andrea Viviana González 27. Moisés Miguel Yobe 28. José Rodolfo Rubiola                                                                     | Partido Justicialista                       | Total | 33.044                | 4,06                  | 1/50                  |                       | 814.879   | 54,14 | 28/50  |
| Ver candidatos: 1. Luis Roberto Filleaudeau 2. Edmundo Guillermo Ramos 3. María del Rosario Zampar 4. Víctor Hugo Maolo 5. José Alfredo Franco 6. Neda Teresa Cecchini 7. Andrés Antonio Pesenti 8. Miriam Ghislandi 9. Roberto Victorio Schiozzi 10. Raúl Mario Bugnon 11. Lilian Elena González 12. Rubén Edgardo Abad 13. Luis Silvano Núñez 14. Teresita Rosaura Grilli 15. Juan Domingo Vedovaldi 16. René Antonio Isea 17. Zulma Mónica Bodart 18. Sergio Horacio Cabanillas 19. Miguel Ángel Saretto 20. Fabia Alba Fernández 21. José Luis Simonella 22. Luis Reinaldo Rodríguez 23. Estela Mariela Sandoval 24. Ubaldo Gómez 25. José Luis Ochugavia 26. Antonia Pascuala Ramírez 27. Hugo José Forastieri 28. Fabiana Rosaura Muñoz                                               | Partido Justicialista                       | Sólo para Servir | 8.626                 | 1,06                  | 0/50                  |                       | 814.879   | 54,14 | 28/50  |
| Ver candidatos: 1. Luis Roberto Filleaudeau 2. Edmundo Guillermo Ramos 3. María del Rosario Zampar 4. Víctor Hugo Maolo 5. José Alfredo Franco 6. Neda Teresa Cecchini 7. Andrés Antonio Pesenti 8. Miriam Ghislandi 9. Roberto Victorio Schiozzi 10. Raúl Mario Bugnon 11. Lilian Elena González 12. Rubén Edgardo Abad 13. Luis Silvano Núñez 14. Teresita Rosaura Grilli 15. Juan Domingo Vedovaldi 16. René Antonio Isea 17. Zulma Mónica Bodart 18. Sergio Horacio Cabanillas 19. Miguel Ángel Saretto 20. Fabia Alba Fernández 21. José Luis Simonella 22. Luis Reinaldo Rodríguez 23. Estela Mariela Sandoval 24. Ubaldo Gómez 25. José Luis Ochugavia 26. Antonia Pascuala Ramírez 27. Hugo José Forastieri 28. Fabiana Rosaura Muñoz                                               | Partido Justicialista                       | Creciendo en Unidad | 2.298                 | 0,28                  | 0/50                  |                       | 814.879   | 54,14 | 28/50  |
| Ver candidatos: 1. Luis Roberto Filleaudeau 2. Edmundo Guillermo Ramos 3. María del Rosario Zampar 4. Víctor Hugo Maolo 5. José Alfredo Franco 6. Neda Teresa Cecchini 7. Andrés Antonio Pesenti 8. Miriam Ghislandi 9. Roberto Victorio Schiozzi 10. Raúl Mario Bugnon 11. Lilian Elena González 12. Rubén Edgardo Abad 13. Luis Silvano Núñez 14. Teresita Rosaura Grilli 15. Juan Domingo Vedovaldi 16. René Antonio Isea 17. Zulma Mónica Bodart 18. Sergio Horacio Cabanillas 19. Miguel Ángel Saretto 20. Fabia Alba Fernández 21. José Luis Simonella 22. Luis Reinaldo Rodríguez 23. Estela Mariela Sandoval 24. Ubaldo Gómez 25. José Luis Ochugavia 26. Antonia Pascuala Ramírez 27. Hugo José Forastieri 28. Fabiana Rosaura Muñoz                                               | Partido Justicialista                       | Total | 10.924                | 1,34                  | 0/50                  |                       | 814.879   | 54,14 | 28/50  |
| Votos al lema | Votos al lema                               | 1.415 | 0,17                  | —                     |                       |                       | 814.879   | 54,14 | 28/50  |
| | Alianza Santafesina                         | Ver candidatos: 1. Eduardo Horacio Galaretto 2. Miguel Ángel Basaldella 3. Vivian Edith Becker 4. Raúl Alfredo Molinas 5. Jorge Mario Álvarez 6. Analía Lilian Schpeir 7. Rubén Alberto Miret 8. Federico Gustavo Pezz 9. Josefa Villalba 10. Ricardo Andrés Giacosa 11. Juan Carlos Cardelli 12. María Silvia Migno 13. Mario Raúl Ibaldi 14. Rafael Samardich 15. María Leonor de Nirich 16. Diego Raúl di Sciascio 17. Roberto Américo Perletti 18. María Inés Mabel Lombardi 19. Marcelo Esteban Martín 20. Ricardo Daniel Gianoli 21. Nidia Teresa Cortese 22. Héctor Bernardo Cuesta 23. Héctor Alberto Wasinger 24. Mirtha Amalia Baldaccini 25. Víctor Hugo Flores 26. Raúl Juan Meinero 27. Alicia Noemí Perna 28. Gregorio Gastón Acosta                                       | Convergencia          | 237.940               | 35,72                 | 13/50                 | 666.171   | 44,26 | 22/50  |
| Confluencia | Alianza Santafesina                         | Ver candidatos: 1. Eduardo Horacio Galaretto 2. Miguel Ángel Basaldella 3. Vivian Edith Becker 4. Raúl Alfredo Molinas 5. Jorge Mario Álvarez 6. Analía Lilian Schpeir 7. Rubén Alberto Miret 8. Federico Gustavo Pezz 9. Josefa Villalba 10. Ricardo Andrés Giacosa 11. Juan Carlos Cardelli 12. María Silvia Migno 13. Mario Raúl Ibaldi 14. Rafael Samardich 15. María Leonor de Nirich 16. Diego Raúl di Sciascio 17. Roberto Américo Perletti 18. María Inés Mabel Lombardi 19. Marcelo Esteban Martín 20. Ricardo Daniel Gianoli 21. Nidia Teresa Cortese 22. Héctor Bernardo Cuesta 23. Héctor Alberto Wasinger 24. Mirtha Amalia Baldaccini 25. Víctor Hugo Flores 26. Raúl Juan Meinero 27. Alicia Noemí Perna 28. Gregorio Gastón Acosta                                       | 55.350                | 8,31                  |                       | 13/50                 | 666.171   | 44,26 | 22/50  |
| Confianza | Alianza Santafesina                         | Ver candidatos: 1. Eduardo Horacio Galaretto 2. Miguel Ángel Basaldella 3. Vivian Edith Becker 4. Raúl Alfredo Molinas 5. Jorge Mario Álvarez 6. Analía Lilian Schpeir 7. Rubén Alberto Miret 8. Federico Gustavo Pezz 9. Josefa Villalba 10. Ricardo Andrés Giacosa 11. Juan Carlos Cardelli 12. María Silvia Migno 13. Mario Raúl Ibaldi 14. Rafael Samardich 15. María Leonor de Nirich 16. Diego Raúl di Sciascio 17. Roberto Américo Perletti 18. María Inés Mabel Lombardi 19. Marcelo Esteban Martín 20. Ricardo Daniel Gianoli 21. Nidia Teresa Cortese 22. Héctor Bernardo Cuesta 23. Héctor Alberto Wasinger 24. Mirtha Amalia Baldaccini 25. Víctor Hugo Flores 26. Raúl Juan Meinero 27. Alicia Noemí Perna 28. Gregorio Gastón Acosta                                       | 49.174                | 7,38                  |                       | 13/50                 | 666.171   | 44,26 | 22/50  |
| Unión de Independientes | Alianza Santafesina                         | Ver candidatos: 1. Eduardo Horacio Galaretto 2. Miguel Ángel Basaldella 3. Vivian Edith Becker 4. Raúl Alfredo Molinas 5. Jorge Mario Álvarez 6. Analía Lilian Schpeir 7. Rubén Alberto Miret 8. Federico Gustavo Pezz 9. Josefa Villalba 10. Ricardo Andrés Giacosa 11. Juan Carlos Cardelli 12. María Silvia Migno 13. Mario Raúl Ibaldi 14. Rafael Samardich 15. María Leonor de Nirich 16. Diego Raúl di Sciascio 17. Roberto Américo Perletti 18. María Inés Mabel Lombardi 19. Marcelo Esteban Martín 20. Ricardo Daniel Gianoli 21. Nidia Teresa Cortese 22. Héctor Bernardo Cuesta 23. Héctor Alberto Wasinger 24. Mirtha Amalia Baldaccini 25. Víctor Hugo Flores 26. Raúl Juan Meinero 27. Alicia Noemí Perna 28. Gregorio Gastón Acosta                                       | 25.380                | 3,81                  |                       | 13/50                 | 666.171   | 44,26 | 22/50  |
| Total | Alianza Santafesina                         | Ver candidatos: 1. Eduardo Horacio Galaretto 2. Miguel Ángel Basaldella 3. Vivian Edith Becker 4. Raúl Alfredo Molinas 5. Jorge Mario Álvarez 6. Analía Lilian Schpeir 7. Rubén Alberto Miret 8. Federico Gustavo Pezz 9. Josefa Villalba 10. Ricardo Andrés Giacosa 11. Juan Carlos Cardelli 12. María Silvia Migno 13. Mario Raúl Ibaldi 14. Rafael Samardich 15. María Leonor de Nirich 16. Diego Raúl di Sciascio 17. Roberto Américo Perletti 18. María Inés Mabel Lombardi 19. Marcelo Esteban Martín 20. Ricardo Daniel Gianoli 21. Nidia Teresa Cortese 22. Héctor Bernardo Cuesta 23. Héctor Alberto Wasinger 24. Mirtha Amalia Baldaccini 25. Víctor Hugo Flores 26. Raúl Juan Meinero 27. Alicia Noemí Perna 28. Gregorio Gastón Acosta                                       | 367.844               | 55,22                 |                       | 13/50                 | 666.171   | 44,26 | 22/50  |
| Ver candidatos: 1. Ángel Mario D'Ambrosio 2. Eduardo Alfredo di Pollina (PSP) 3. Alicia Tate 4. Alfredo Luis Cecchi (PSP) 5. Oscar Raúl Ritter 6. Juana Aurora Baudin (PSP) 7. Eduardo José Zogbi 8. Claudio Heriberto Llera 9. Nilda Irene Yovanovich 10. Alberto Federico Gunegondi 11. Denio Benito Matteucci 12. María Cristina Basilia Bay 13. Pedro Segundo Peretti 14. María Elena Vicentín 15. Sergio Daniel Aguirre 16. Miguel Ángel Solís 17. Lorena Anahí Paredes 18. Carlos Alberto Masento 19. Mónica Albonico 20. Walter Andrés Lizarraga 21. Hugo Elpidio Bauducco 22. Gloria Mirian Gasparotti 23. José Antonio Osuna 24. Eusebio Domingo Ramírez 25. Guillermo Ronal Serra 26. Hugo Alberto Abrate 27. Lucila Beatriz Sterki 28. Daniel Omar Saavedra                      | Alianza Santafesina                         | Por el Trabajo, la Justicia y la Educación | 172.098               | 25,83                 | 7/50                  |                       | 666.171   | 44,26 | 22/50  |
| Ver candidatos: 1. Ángel Mario D'Ambrosio 2. Eduardo Alfredo di Pollina (PSP) 3. Alicia Tate 4. Alfredo Luis Cecchi (PSP) 5. Oscar Raúl Ritter 6. Juana Aurora Baudin (PSP) 7. Eduardo José Zogbi 8. Claudio Heriberto Llera 9. Nilda Irene Yovanovich 10. Alberto Federico Gunegondi 11. Denio Benito Matteucci 12. María Cristina Basilia Bay 13. Pedro Segundo Peretti 14. María Elena Vicentín 15. Sergio Daniel Aguirre 16. Miguel Ángel Solís 17. Lorena Anahí Paredes 18. Carlos Alberto Masento 19. Mónica Albonico 20. Walter Andrés Lizarraga 21. Hugo Elpidio Bauducco 22. Gloria Mirian Gasparotti 23. José Antonio Osuna 24. Eusebio Domingo Ramírez 25. Guillermo Ronal Serra 26. Hugo Alberto Abrate 27. Lucila Beatriz Sterki 28. Daniel Omar Saavedra                      | Alianza Santafesina                         | Frente para la Sociedad | 20.776                | 3,12                  | 7/50                  |                       | 666.171   | 44,26 | 22/50  |
| Ver candidatos: 1. Ángel Mario D'Ambrosio 2. Eduardo Alfredo di Pollina (PSP) 3. Alicia Tate 4. Alfredo Luis Cecchi (PSP) 5. Oscar Raúl Ritter 6. Juana Aurora Baudin (PSP) 7. Eduardo José Zogbi 8. Claudio Heriberto Llera 9. Nilda Irene Yovanovich 10. Alberto Federico Gunegondi 11. Denio Benito Matteucci 12. María Cristina Basilia Bay 13. Pedro Segundo Peretti 14. María Elena Vicentín 15. Sergio Daniel Aguirre 16. Miguel Ángel Solís 17. Lorena Anahí Paredes 18. Carlos Alberto Masento 19. Mónica Albonico 20. Walter Andrés Lizarraga 21. Hugo Elpidio Bauducco 22. Gloria Mirian Gasparotti 23. José Antonio Osuna 24. Eusebio Domingo Ramírez 25. Guillermo Ronal Serra 26. Hugo Alberto Abrate 27. Lucila Beatriz Sterki 28. Daniel Omar Saavedra                      | Alianza Santafesina                         | El Futuro en Buenas Manos | 11.673                | 1,75                  | 7/50                  |                       | 666.171   | 44,26 | 22/50  |
| Ver candidatos: 1. Ángel Mario D'Ambrosio 2. Eduardo Alfredo di Pollina (PSP) 3. Alicia Tate 4. Alfredo Luis Cecchi (PSP) 5. Oscar Raúl Ritter 6. Juana Aurora Baudin (PSP) 7. Eduardo José Zogbi 8. Claudio Heriberto Llera 9. Nilda Irene Yovanovich 10. Alberto Federico Gunegondi 11. Denio Benito Matteucci 12. María Cristina Basilia Bay 13. Pedro Segundo Peretti 14. María Elena Vicentín 15. Sergio Daniel Aguirre 16. Miguel Ángel Solís 17. Lorena Anahí Paredes 18. Carlos Alberto Masento 19. Mónica Albonico 20. Walter Andrés Lizarraga 21. Hugo Elpidio Bauducco 22. Gloria Mirian Gasparotti 23. José Antonio Osuna 24. Eusebio Domingo Ramírez 25. Guillermo Ronal Serra 26. Hugo Alberto Abrate 27. Lucila Beatriz Sterki 28. Daniel Omar Saavedra                      | Alianza Santafesina                         | Lo que Viene | 7.887                 | 1,18                  | 7/50                  |                       | 666.171   | 44,26 | 22/50  |
| Ver candidatos: 1. Ángel Mario D'Ambrosio 2. Eduardo Alfredo di Pollina (PSP) 3. Alicia Tate 4. Alfredo Luis Cecchi (PSP) 5. Oscar Raúl Ritter 6. Juana Aurora Baudin (PSP) 7. Eduardo José Zogbi 8. Claudio Heriberto Llera 9. Nilda Irene Yovanovich 10. Alberto Federico Gunegondi 11. Denio Benito Matteucci 12. María Cristina Basilia Bay 13. Pedro Segundo Peretti 14. María Elena Vicentín 15. Sergio Daniel Aguirre 16. Miguel Ángel Solís 17. Lorena Anahí Paredes 18. Carlos Alberto Masento 19. Mónica Albonico 20. Walter Andrés Lizarraga 21. Hugo Elpidio Bauducco 22. Gloria Mirian Gasparotti 23. José Antonio Osuna 24. Eusebio Domingo Ramírez 25. Guillermo Ronal Serra 26. Hugo Alberto Abrate 27. Lucila Beatriz Sterki 28. Daniel Omar Saavedra                      | Alianza Santafesina                         | La Fuerza del Cambio | 6.545                 | 0,98                  | 7/50                  |                       | 666.171   | 44,26 | 22/50  |
| Ver candidatos: 1. Ángel Mario D'Ambrosio 2. Eduardo Alfredo di Pollina (PSP) 3. Alicia Tate 4. Alfredo Luis Cecchi (PSP) 5. Oscar Raúl Ritter 6. Juana Aurora Baudin (PSP) 7. Eduardo José Zogbi 8. Claudio Heriberto Llera 9. Nilda Irene Yovanovich 10. Alberto Federico Gunegondi 11. Denio Benito Matteucci 12. María Cristina Basilia Bay 13. Pedro Segundo Peretti 14. María Elena Vicentín 15. Sergio Daniel Aguirre 16. Miguel Ángel Solís 17. Lorena Anahí Paredes 18. Carlos Alberto Masento 19. Mónica Albonico 20. Walter Andrés Lizarraga 21. Hugo Elpidio Bauducco 22. Gloria Mirian Gasparotti 23. José Antonio Osuna 24. Eusebio Domingo Ramírez 25. Guillermo Ronal Serra 26. Hugo Alberto Abrate 27. Lucila Beatriz Sterki 28. Daniel Omar Saavedra                      | Alianza Santafesina                         | Es el Tiempo de lo Nuevo | 5.107                 | 0,77                  | 7/50                  |                       | 666.171   | 44,26 | 22/50  |
| Ver candidatos: 1. Ángel Mario D'Ambrosio 2. Eduardo Alfredo di Pollina (PSP) 3. Alicia Tate 4. Alfredo Luis Cecchi (PSP) 5. Oscar Raúl Ritter 6. Juana Aurora Baudin (PSP) 7. Eduardo José Zogbi 8. Claudio Heriberto Llera 9. Nilda Irene Yovanovich 10. Alberto Federico Gunegondi 11. Denio Benito Matteucci 12. María Cristina Basilia Bay 13. Pedro Segundo Peretti 14. María Elena Vicentín 15. Sergio Daniel Aguirre 16. Miguel Ángel Solís 17. Lorena Anahí Paredes 18. Carlos Alberto Masento 19. Mónica Albonico 20. Walter Andrés Lizarraga 21. Hugo Elpidio Bauducco 22. Gloria Mirian Gasparotti 23. José Antonio Osuna 24. Eusebio Domingo Ramírez 25. Guillermo Ronal Serra 26. Hugo Alberto Abrate 27. Lucila Beatriz Sterki 28. Daniel Omar Saavedra                      | Alianza Santafesina                         | Cambio 99 | 892                   | 0,13                  | 7/50                  |                       | 666.171   | 44,26 | 22/50  |
| Ver candidatos: 1. Ángel Mario D'Ambrosio 2. Eduardo Alfredo di Pollina (PSP) 3. Alicia Tate 4. Alfredo Luis Cecchi (PSP) 5. Oscar Raúl Ritter 6. Juana Aurora Baudin (PSP) 7. Eduardo José Zogbi 8. Claudio Heriberto Llera 9. Nilda Irene Yovanovich 10. Alberto Federico Gunegondi 11. Denio Benito Matteucci 12. María Cristina Basilia Bay 13. Pedro Segundo Peretti 14. María Elena Vicentín 15. Sergio Daniel Aguirre 16. Miguel Ángel Solís 17. Lorena Anahí Paredes 18. Carlos Alberto Masento 19. Mónica Albonico 20. Walter Andrés Lizarraga 21. Hugo Elpidio Bauducco 22. Gloria Mirian Gasparotti 23. José Antonio Osuna 24. Eusebio Domingo Ramírez 25. Guillermo Ronal Serra 26. Hugo Alberto Abrate 27. Lucila Beatriz Sterki 28. Daniel Omar Saavedra                      | Alianza Santafesina                         | Total | 224.978               | 33,77                 | 7/50                  |                       | 666.171   | 44,26 | 22/50  |
| Ver candidatos: 1. Carlos Alberto Favario 2. Miguel Alberto Pascual Bullrich 3. Zulema Beatriz Merino 4. Gabriel Edgardo Real 5. Elbio Marcelino Martínez 6. Cuesta Viviana Sandra Romo 7. Luis Alberto Peretti 8. Oscar Dante Bucher 9. María Raquel Glaria 10. Walter César Alderete 11. Andrés Roberto Golosetti 12. Graciela Noemí Bondino 13. Jorge Oscar Heer 14. José Alberto Lodi 15. Alicia Beatriz Clara Vaudagna 16. Víctor Eduardo Bollatti 17. Narciso Salvador Scilingo 18. Analía Magistrale 19. Gerardo Adrián Wildscchut 20. Roberto Oscar Melero 21. Viviana Silvina Ocampo 22. Ramón Orfel Favot 23. Lisandro Luis Marsico Mazzola 24. Norma Teresita Marquelo 25. Fernando Rossi 26. Antonio Rubén Lapissonde 27. María del Pilar Franetovich 28. Oclydes Juan Carnaghi | Alianza Santafesina                         | Principios, Decencia, Prosperidad | 71.813                | 10,78                 | 2/50                  |                       | 666.171   | 44,26 | 22/50  |
| Votos al lema | Votos al lema                               | 1.536 | 0,23                  | —                     |                       |                       | 666.171   | 44,26 | 22/50  |
| | Unidad de la Izquierda y la Resistencia     | Ver candidatos: 1. Juan Carlos Bernasconi 2. Gustavo Pedro Battistoni 3. Mariana Heinzmann 4. Leónidas Francisco Ceruti 5. María Claudia Orsi 6. Daniel Moisés Silber 7. Antonio Omar Ferrari 8. Mariana Florentín 9. Gustavo Dante Repetto 10. Remo José Rosales 11. Mario Alberto Contini 12. Nora Beatriz Vecchi 13. Denis José Daperno 14. Luis Kohn 15. Graciela Edit Galerín 16. Manuel Alberto Narváez 17. Carlos Alberto Schmidt 18. Mabel Bibiana Dellorefiche 19. Román Federchuk 20. Elvio Ernesto Rufanacht 21. Norma Ileana Castaglioni 22. Francisco Lucio Addino 23. Mario Nicolás Giordano 24. Paula Andrea Bonfiglio 25. Luis Primo Zazzarini 26. Julio Oscar Roldán 27. Mabel Laura Torresi 28. Claudia Silvina Rossetti                                               | —                     | —                     | —                     | —                     | 7.607     | 0,51  |        |
| | Partido Obrero                              | Ver candidatos: 1. Carlos Alberto María Blanco 2. María Angélica Maciel 3. Ana María Arregui 4. Marcelo Benjamín Martínez 5. Ángel René Quiroga 6. Norma Beatriz Pereyra 7. Raquel López de Caminiti 8. Rita del Valle Tisera 9. Eduardo Ignacio Piccione 10. Héctor Carlos Kellemberger 11. María del Carmen Crocco 12. Angélica Mailin Barbaresco 13. Javier Ignacio López 14. María Carmen Gauna 15. Eva Yamila Amanda da Silva Catela 16. Enrique Miguel Ledesma 17. Raúl Alberto Contrera 18. Patricia Alejandra González 19. Ignacio Manuel Castello 20. Nicolás Belizan 21. Celina Mara Romero 22. Gabriel Andrés Rasero 23. María Esther Barbaresco 24. Cristian Ariel Solís 25. María Cristina González 26. Alba Beatriz Pérez 27. María Cecilia Díaz 28. Alberto Fabián Suárez | —                     | —                     | —                     | —                     | 6.553     | 0,44  |        |
| | Partido Humanista                           | Ver candidatos: 1. Bernardita Zalisñak 2. Claudio Edgardo Cardona 3. Luis Adrián Vera 4. Sebastián Grosso 5. Héctor Alcides Villalba 6. Ramona Beatriz Videla 7. Hugo Jesús Segovia 8. Germán Hugo Giménez 9. Celia Castillo 10. Daniel Alberto Gallo 11. María Verónica Paz 12. César Marcelo Benítez 13. Susana Graciela Alonso 14. Miguel Ángel Ale 15. Gabriel Alejandro Novello 16. Axel Michel Racca 17. Alejandra Mercedes Pievaroli 18. Mónica Liliana Suárez 19. Alejandra Isabel Ocampo 20. Alfredo Rafael Álvarez González 21. Carolina Dei-Cas 22. Cristian Germán Campos 23. Ricardo Gutiérrez 24. Andrea Carina González 25. Félix Alberto Montalbetti 26. Silvia Mónica López 27. María Teresa Rodríguez 28. Carlos Andrés Sánchez                                        | —                     | —                     | —                     | —                     | 6.072     | 0,40  |        |
| | Alianza Social Cristiana del Tercer Milenio | Ver candidatos: 1. Raimar Ataide da Costa 2. Juan Domingo Galarza 3. Amanda Susana Mecozzi 4. Marcia Soraya Petrich 5. Oscar Eduardo José Ottonelli 6. Rodolfo Antonio Pepino 7. Mirta Rosa Beltrame 8. Luis Severiano Ponce 9. Rubén Domingo Colidio 10. Víctor Hugo Antilles 11. Julio Luis González 12. Carmen Beatriz Sánchez 13. Carlos Vergara 14. María Elena Ferreyra 15. Diógenes Jesús Bode 16. Tito Osvaldo Enrique 17. Blanca Isabel Mayal 18. Irineo Rodolfo Leopoldo Girotti 19. René Crescente Lovino 20. Salvador Abel del Barco 21. Liliana Guadalupe Acevedo 22. Roberto Federico Rodríguez 23. Roberto Ladislao Cabrera 24. Olga Salvadora García 25. Pablo Norberto Castillo 26. Juan Antonio Marín 27. Feliciana Barón 28. Alejo Wasinton Díaz                      | —                     | —                     | —                     | —                     | 3.989     | 0,27  |        |
| Votos positivos | Votos positivos                             | Votos positivos | Votos positivos       | Votos positivos       | Votos positivos       | Votos positivos       | 1.505.271 | 87,69 |        |
| Votos en blanco | Votos en blanco                             | Votos en blanco | Votos en blanco       | Votos en blanco       | Votos en blanco       | Votos en blanco       | 199.437   | 11,62 |        |
| Votos anulados | Votos anulados                              | Votos anulados | Votos anulados        | Votos anulados        | Votos anulados        | Votos anulados        | 11.890    | 0,69  |        |
| Participación | Participación                               | Participación | Participación         | Participación         | Participación         | Participación         | 1.716.598 | 80,26 |        |
| Electores registrados | Electores registrados                       | Electores registrados | Electores registrados | Electores registrados | Electores registrados | Electores registrados | 2.138.698 | 100   |        |
| Fuente: |                                             | |                       |                       |                       |                       |           |       |        |

### Cámara de Senadores
| Lema                                       | Lema                                        | Sublema               | Sublema               | Sublema               | Lema      | Lema  | Lema   |
| Lema                                       | Lema                                        | Sublema               | Votos                 | %                     | Votos     | %     | Bancas |
| ------------------------------------------ | ------------------------------------------- | --------------------- | --------------------- | --------------------- | --------- | ----- | ------ |
|                                            | Partido Justicialista                       | Por Santa Fe          | 313.110               | 38,92                 | 804.440   | 46,86 | 15/19  |
| Todos para Santa Fe                        | Partido Justicialista                       | 139.918               | 17,39                 |                       | 804.440   | 46,86 | 15/19  |
| Trabajar Juntos para Santa Fe              | Partido Justicialista                       | 120.141               | 14,93                 |                       | 804.440   | 46,86 | 15/19  |
| Unidad Santafesina                         | Partido Justicialista                       | 47.255                | 5,87                  |                       | 804.440   | 46,86 | 15/19  |
| Lo Mejor para Santa Fe                     | Partido Justicialista                       | 41.628                | 5,17                  |                       | 804.440   | 46,86 | 15/19  |
| Santa Fe en Desarrollo                     | Partido Justicialista                       | 41.176                | 5,12                  |                       | 804.440   | 46,86 | 15/19  |
| Unión Vecinal para Santa Fe                | Partido Justicialista                       | 33.797                | 4,20                  |                       | 804.440   | 46,86 | 15/19  |
| Una Provincia que Crece                    | Partido Justicialista                       | 28.975                | 3,60                  |                       | 804.440   | 46,86 | 15/19  |
| Arriba Santa Fe                            | Partido Justicialista                       | 13.029                | 1,62                  |                       | 804.440   | 46,86 | 15/19  |
| Sólo para Servir                           | Partido Justicialista                       | 7.460                 | 0,93                  |                       | 804.440   | 46,86 | 15/19  |
| Tomemos Conciencia                         | Partido Justicialista                       | 3.086                 | 0,38                  |                       | 804.440   | 46,86 | 15/19  |
| Frente de Unidad                           | Partido Justicialista                       | 3.054                 | 0,38                  |                       | 804.440   | 46,86 | 15/19  |
| Creciendo en Unidad                        | Partido Justicialista                       | 2.333                 | 0,29                  |                       | 804.440   | 46,86 | 15/19  |
| Belgrano Primero                           | Partido Justicialista                       | 1.314                 | 0,16                  |                       | 804.440   | 46,86 | 15/19  |
| Vera Merece lo Mejor                       | Partido Justicialista                       | 985                   | 0,12                  |                       | 804.440   | 46,86 | 15/19  |
| Solidaridad y Trabajo                      | Partido Justicialista                       | 767                   | 0,10                  |                       | 804.440   | 46,86 | 15/19  |
| La Tendencia                               | Partido Justicialista                       | 763                   | 0,09                  |                       | 804.440   | 46,86 | 15/19  |
| Malvinas                                   | Partido Justicialista                       | 689                   | 0,09                  |                       | 804.440   | 46,86 | 15/19  |
| Alianza por la Dignidad de Santa Fe        | Partido Justicialista                       | 657                   | 0,08                  |                       | 804.440   | 46,86 | 15/19  |
| 11 de Julio                                | Partido Justicialista                       | 589                   | 0,07                  |                       | 804.440   | 46,86 | 15/19  |
| Para Triunfar                              | Partido Justicialista                       | 541                   | 0,07                  |                       | 804.440   | 46,86 | 15/19  |
| Voy con Caseros                            | Partido Justicialista                       | 403                   | 0,05                  |                       | 804.440   | 46,86 | 15/19  |
| Más y Mejor para San Javier                | Partido Justicialista                       | 287                   | 0,04                  |                       | 804.440   | 46,86 | 15/19  |
| Foro Departamental                         | Partido Justicialista                       | 230                   | 0,03                  |                       | 804.440   | 46,86 | 15/19  |
| La Fuerza y la Unidad del Pueblo de [...]  | Partido Justicialista                       | 193                   | 0,02                  |                       | 804.440   | 46,86 | 15/19  |
| Nuevo Rumbo                                | Partido Justicialista                       | 161                   | 0,02                  |                       | 804.440   | 46,86 | 15/19  |
| Iriondo en Crecimiento                     | Partido Justicialista                       | 148                   | 0,02                  |                       | 804.440   | 46,86 | 15/19  |
| Unidad para el Cambio                      | Partido Justicialista                       | 137                   | 0,02                  |                       | 804.440   | 46,86 | 15/19  |
| Votos al lema                              | Partido Justicialista                       | 1.614                 | 0,20                  |                       | 804.440   | 46,86 | 15/19  |
|                                            | Alianza Santafesina                         | Convergencia          | 219.997               | 33,26                 | 661.394   | 38,53 | 4/19   |
| Por el Trabajo, la Justicia y la Educación | Alianza Santafesina                         | 187.689               | 28,38                 |                       | 661.394   | 38,53 | 4/19   |
| Principios, Decencia, Prosperidad          | Alianza Santafesina                         | 68.571                | 10,37                 |                       | 661.394   | 38,53 | 4/19   |
| Confluencia                                | Alianza Santafesina                         | 51.843                | 7,84                  |                       | 661.394   | 38,53 | 4/19   |
| Confianza                                  | Alianza Santafesina                         | 46.309                | 7,00                  |                       | 661.394   | 38,53 | 4/19   |
| Unión de Independientes                    | Alianza Santafesina                         | 21.630                | 3,27                  |                       | 661.394   | 38,53 | 4/19   |
| Frente para la Sociedad                    | Alianza Santafesina                         | 18.224                | 2,76                  |                       | 661.394   | 38,53 | 4/19   |
| El Futuro en Buenas Manos                  | Alianza Santafesina                         | 11.957                | 1,81                  |                       | 661.394   | 38,53 | 4/19   |
| Lo que Viene                               | Alianza Santafesina                         | 9.077                 | 1,37                  |                       | 661.394   | 38,53 | 4/19   |
| La Fuerza del Cambio                       | Alianza Santafesina                         | 7.744                 | 1,17                  |                       | 661.394   | 38,53 | 4/19   |
| Por la Región que Merecemos                | Alianza Santafesina                         | 6.125                 | 0,93                  |                       | 661.394   | 38,53 | 4/19   |
| Es el Tiempo de lo Nuevo                   | Alianza Santafesina                         | 4.632                 | 0,70                  |                       | 661.394   | 38,53 | 4/19   |
| Unión por el Cambio                        | Alianza Santafesina                         | 2.507                 | 0,38                  |                       | 661.394   | 38,53 | 4/19   |
| Santa Fe Grande                            | Alianza Santafesina                         | 1.416                 | 0,21                  |                       | 661.394   | 38,53 | 4/19   |
| Cambio 99                                  | Alianza Santafesina                         | 885                   | 0,13                  |                       | 661.394   | 38,53 | 4/19   |
| Por más Fuentes de Trabajo                 | Alianza Santafesina                         | 280                   | 0,04                  |                       | 661.394   | 38,53 | 4/19   |
| Por los Pueblos                            | Alianza Santafesina                         | 279                   | 0,04                  |                       | 661.394   | 38,53 | 4/19   |
| San Lorenzo Resurge                        | Alianza Santafesina                         | 228                   | 0,03                  |                       | 661.394   | 38,53 | 4/19   |
| Caminando hacia el Progreso                | Alianza Santafesina                         | 181                   | 0,03                  |                       | 661.394   | 38,53 | 4/19   |
| Primero Las Colonias                       | Alianza Santafesina                         | 126                   | 0,02                  |                       | 661.394   | 38,53 | 4/19   |
| Votos al lema                              | Alianza Santafesina                         | 1.694                 | 0,26                  |                       | 661.394   | 38,53 | 4/19   |
|                                            | Unidad de la Izquierda y la Resistencia     | —                     | —                     | —                     | 7.433     | 0,43  |        |
|                                            | Partido Humanista                           | —                     | —                     | —                     | 5.908     | 0,34  |        |
|                                            | Partido Obrero                              | —                     | —                     | —                     | 4.544     | 0,26  |        |
|                                            | Alianza Social Cristiana del Tercer Milenio | —                     | —                     | —                     | 3.242     | 0,19  |        |
| Votos positivos                            | Votos positivos                             | Votos positivos       | Votos positivos       | Votos positivos       | 1.486.961 | 86,62 |        |
| Votos en blanco                            | Votos en blanco                             | Votos en blanco       | Votos en blanco       | Votos en blanco       | 217.578   | 12,67 |        |
| Votos anulados                             | Votos anulados                              | Votos anulados        | Votos anulados        | Votos anulados        | 12.059    | 0,70  |        |
| Participación                              | Participación                               | Participación         | Participación         | Participación         | 1.716.598 | 80,26 |        |
| Electores registrados                      | Electores registrados                       | Electores registrados | Electores registrados | Electores registrados | 2.138.698 | 100   |        |
| Fuente:                                    |                                             |                       |                       |                       |           |       |        |

#### Resultados por departamentos
| Belgrano 1 Senador                         | Belgrano 1 Senador                          | Belgrano 1 Senador                         | Belgrano 1 Senador                         | Belgrano 1 Senador | Belgrano 1 Senador | Belgrano 1 Senador | Belgrano 1 Senador |
| Lema                                       | Lema                                        | Candidato                                  | Sublema                                    | Sublema            | Sublema            | Lema               | Lema               |
| Lema                                       | Lema                                        | Candidato                                  | Sublema                                    | Votos              | %                  | Votos              | %                  |
| ------------------------------------------ | ------------------------------------------- | ------------------------------------------ | ------------------------------------------ | ------------------ | ------------------ | ------------------ | ------------------ |
|                                            | Partido Justicialista                       | Alberto Crossetti                          | Por Santa Fe                               | 8.778              | 45,39              | 19.337             | 76,87              |
| Belgrano Primero                           | Partido Justicialista                       | Alberto Crossetti                          | 1.314                                      | 6,80               |                    | 19.337             | 76,87              |
| Arriba Santa Fe                            | Partido Justicialista                       | Alberto Crossetti                          | 2                                          | 0,01               |                    | 19.337             | 76,87              |
| Total                                      | Partido Justicialista                       | Alberto Crossetti                          | 10.094                                     | 52,20              |                    | 19.337             | 76,87              |
| Roberto Luis Reano                         | Partido Justicialista                       | Todos para Santa Fe                        | 5.769                                      | 29,83              |                    | 19.337             | 76,87              |
| Roberto Luis Reano                         | Partido Justicialista                       | Unión Vecinal para Santa Fe                | 1.619                                      | 8,37               |                    | 19.337             | 76,87              |
| Roberto Luis Reano                         | Partido Justicialista                       | Santa Fe en Desarrollo                     | 615                                        | 3,18               |                    | 19.337             | 76,87              |
| Roberto Luis Reano                         | Partido Justicialista                       | Trabajar Juntos para Santa Fe              | 558                                        | 2,89               |                    | 19.337             | 76,87              |
| Roberto Luis Reano                         | Partido Justicialista                       | Lo Mejor para Santa Fe                     | 359                                        | 1,86               |                    | 19.337             | 76,87              |
| Roberto Luis Reano                         | Partido Justicialista                       | Total                                      | 8.920                                      | 46,13              |                    | 19.337             | 76,87              |
| Martha Cwikylewycz                         | Partido Justicialista                       | Sólo para Servir                           | 281                                        | 1,45               |                    | 19.337             | 76,87              |
| Ernesto Adolfo Mansilla                    | Partido Justicialista                       | Una Provincia que Crece                    | 8                                          | 0,04               |                    | 19.337             | 76,87              |
| Votos al lema                              | Votos al lema                               | 34                                         | 0,18                                       |                    |                    | 19.337             | 76,87              |
|                                            | Alianza Santafesina                         | Norberto R. Lombardi                       | Convergencia                               | 3.131              | 54,79              | 5.715              | 22,72              |
| Confluencia                                | Alianza Santafesina                         | Norberto R. Lombardi                       | 756                                        | 13,23              |                    | 5.715              | 22,72              |
| Total                                      | Alianza Santafesina                         | Norberto R. Lombardi                       | 3.887                                      | 68,01              |                    | 5.715              | 22,72              |
| Arundel Arturo Tassi                       | Alianza Santafesina                         | Por el Trabajo, la Justicia y la Educación | 1.042                                      | 18,23              |                    | 5.715              | 22,72              |
| Arundel Arturo Tassi                       | Alianza Santafesina                         | Lo que Viene                               | 163                                        | 2,85               |                    | 5.715              | 22,72              |
| Arundel Arturo Tassi                       | Alianza Santafesina                         | Cambio 99                                  | 4                                          | 0,07               |                    | 5.715              | 22,72              |
| Arundel Arturo Tassi                       | Alianza Santafesina                         | Total                                      | 1.209                                      | 21,15              |                    | 5.715              | 22,72              |
| Carlos Alberto Balan                       | Alianza Santafesina                         | Principios, Decencia, Prosperidad          | 606                                        | 10,60              |                    | 5.715              | 22,72              |
| Votos al lema                              | Votos al lema                               | 13                                         | 0,23                                       |                    |                    | 5.715              | 22,72              |
|                                            | Unidad de la Izquierda y la Resistencia     | Luis Primo Zazzarini                       | —                                          | —                  | —                  | 56                 | 0,22               |
|                                            | Partido Humanista                           | Juan Domingo Tolosa                        | —                                          | —                  | —                  | 42                 | 0,17               |
|                                            | Alianza Social Cristiana del Tercer Milenio | Luis Severiano Ponce                       | —                                          | —                  | —                  | 4                  | 0,02               |
| Votos positivos                            | Votos positivos                             | Votos positivos                            | Votos positivos                            | Votos positivos    | Votos positivos    | 25.154             | 94,83              |
| Votos en blanco                            | Votos en blanco                             | Votos en blanco                            | Votos en blanco                            | Votos en blanco    | Votos en blanco    | 1.349              | 5,09               |
| Votos nulos                                | Votos nulos                                 | Votos nulos                                | Votos nulos                                | Votos nulos        | Votos nulos        | 22                 | 0,08               |
| Total de votos                             | Total de votos                              | Total de votos                             | Total de votos                             | Total de votos     | Total de votos     | 26.525             | 100                |
| Caseros 1 Senador                          |                                             |                                            |                                            |                    |                    |                    |                    |
| Lema                                       | Lema                                        | Candidato                                  | Sublema                                    | Sublema            | Sublema            | Lema               | Lema               |
| Lema                                       | Lema                                        | Candidato                                  | Sublema                                    | Votos              | %                  | Votos              | %                  |
|                                            | Partido Justicialista                       | Ariel Brunetti                             | Por Santa Fe                               | 13.036             | 52,86              | 24.663             | 52,74              |
| Unión Vecinal para Santa Fe                | Partido Justicialista                       | Ariel Brunetti                             | 2.200                                      | 8,92               |                    | 24.663             | 52,74              |
| Todos para Santa Fe                        | Partido Justicialista                       | Ariel Brunetti                             | 1.986                                      | 8,05               |                    | 24.663             | 52,74              |
| Lo Mejor para Santa Fe                     | Partido Justicialista                       | Ariel Brunetti                             | 283                                        | 1,15               |                    | 24.663             | 52,74              |
| Santa Fe en Desarrollo                     | Partido Justicialista                       | Ariel Brunetti                             | 112                                        | 0,45               |                    | 24.663             | 52,74              |
| Unidad Santafesina                         | Partido Justicialista                       | Ariel Brunetti                             | 3                                          | 0,01               |                    | 24.663             | 52,74              |
| Total                                      | Partido Justicialista                       | Ariel Brunetti                             | 17.620                                     | 71,44              |                    | 24.663             | 52,74              |
| Juan Carlos Bacalini                       | Partido Justicialista                       | Una Provincia que Crece                    | 6.577                                      | 26,67              |                    | 24.663             | 52,74              |
| Francisco Alfonso Klaric                   | Partido Justicialista                       | Voy con Caseros                            | 403                                        | 1,63               |                    | 24.663             | 52,74              |
| Votos al lema                              | Votos al lema                               | 63                                         | 0,26                                       |                    |                    | 24.663             | 52,74              |
|                                            | Alianza Santafesina                         | Luis Osvaldo Arthur                        | Convergencia                               | 8.875              | 41,22              | 21.529             | 46,04              |
| Confluencia                                | Alianza Santafesina                         | Luis Osvaldo Arthur                        | 642                                        | 2,98               |                    | 21.529             | 46,04              |
| Confianza                                  | Alianza Santafesina                         | Luis Osvaldo Arthur                        | 397                                        | 1,84               |                    | 21.529             | 46,04              |
| Unión de Independientes                    | Alianza Santafesina                         | Luis Osvaldo Arthur                        | 139                                        | 0,65               |                    | 21.529             | 46,04              |
| Total                                      | Alianza Santafesina                         | Luis Osvaldo Arthur                        | 10.053                                     | 46,70              |                    | 21.529             | 46,04              |
| Fernando Sambrailo                         | Alianza Santafesina                         | El Futuro en Buenas Manos                  | 4.390                                      | 20,39              |                    | 21.529             | 46,04              |
| Fernando Sambrailo                         | Alianza Santafesina                         | Principios, Decencia, Prosperidad          | 3.942                                      | 18,31              |                    | 21.529             | 46,04              |
| Fernando Sambrailo                         | Alianza Santafesina                         | Santa Fe Grande                            | 1.047                                      | 4,86               |                    | 21.529             | 46,04              |
| Fernando Sambrailo                         | Alianza Santafesina                         | Total                                      | 9.379                                      | 43,56              |                    | 21.529             | 46,04              |
| Mario Drisun                               | Alianza Santafesina                         | Por el Trabajo, la Justicia y la Educación | 1.837                                      | 8,53               |                    | 21.529             | 46,04              |
| Mario Drisun                               | Alianza Santafesina                         | Frente para la Sociedad                    | 184                                        | 0,85               |                    | 21.529             | 46,04              |
| Mario Drisun                               | Alianza Santafesina                         | Total                                      | 2.021                                      | 9,39               |                    | 21.529             | 46,04              |
| Votos al lema                              | Votos al lema                               | 76                                         | 0,35                                       |                    |                    | 21.529             | 46,04              |
|                                            | Alianza Social Cristiana del Tercer Milenio | Edgardo Ramón Muntot                       | —                                          | —                  | —                  | 253                | 0,54               |
|                                            | Partido Humanista                           | Sergio Rubén Serafini                      | —                                          | —                  | —                  | 168                | 0,36               |
|                                            | Unidad de la Izquierda y la Resistencia     | Claudia Silvina Rossetti                   | —                                          | —                  | —                  | 151                | 0,32               |
| Votos positivos                            | Votos positivos                             | Votos positivos                            | Votos positivos                            | Votos positivos    | Votos positivos    | 46.764             | 90,42              |
| Votos en blanco                            | Votos en blanco                             | Votos en blanco                            | Votos en blanco                            | Votos en blanco    | Votos en blanco    | 4.763              | 9,21               |
| Votos nulos                                | Votos nulos                                 | Votos nulos                                | Votos nulos                                | Votos nulos        | Votos nulos        | 192                | 0,37               |
| Total de votos                             | Total de votos                              | Total de votos                             | Total de votos                             | Total de votos     | Total de votos     | 51.719             | 100                |
| Castellanos 1 Senador                      |                                             |                                            |                                            |                    |                    |                    |                    |
| Lema                                       | Lema                                        | Candidato                                  | Sublema                                    | Sublema            | Sublema            | Lema               | Lema               |
| Lema                                       | Lema                                        | Candidato                                  | Sublema                                    | Votos              | %                  | Votos              | %                  |
|                                            | Partido Justicialista                       | Omar Perotti                               | Por Santa Fe                               | 35.707             | 65,22              | 54.746             | 71,44              |
| Todos para Santa Fe                        | Partido Justicialista                       | Omar Perotti                               | 6.913                                      | 12,63              |                    | 54.746             | 71,44              |
| Unión Vecinal para Santa Fe                | Partido Justicialista                       | Omar Perotti                               | 5.377                                      | 9,82               |                    | 54.746             | 71,44              |
| Trabajar Juntos para Santa Fe              | Partido Justicialista                       | Omar Perotti                               | 3.997                                      | 7,30               |                    | 54.746             | 71,44              |
| Lo Mejor para Santa Fe                     | Partido Justicialista                       | Omar Perotti                               | 191                                        | 0,35               |                    | 54.746             | 71,44              |
| Santa Fe en Desarrollo                     | Partido Justicialista                       | Omar Perotti                               | 182                                        | 0,33               |                    | 54.746             | 71,44              |
| Unidad Santafesina                         | Partido Justicialista                       | Omar Perotti                               | 2                                          | 0,00               |                    | 54.746             | 71,44              |
| Total                                      | Partido Justicialista                       | Omar Perotti                               | 52.369                                     | 95,66              |                    | 54.746             | 71,44              |
| Miguel Ángel Eiriz                         | Partido Justicialista                       | Una Provincia que Crece                    | 1.329                                      | 2,43               |                    | 54.746             | 71,44              |
| Miguel Ángel Eiriz                         | Partido Justicialista                       | Tomemos Conciencia                         | 5                                          | 0,01               |                    | 54.746             | 71,44              |
| Miguel Ángel Eiriz                         | Partido Justicialista                       | Frente de Unidad                           | 4                                          | 0,01               |                    | 54.746             | 71,44              |
| Miguel Ángel Eiriz                         | Partido Justicialista                       | Total                                      | 1.338                                      | 2,44               |                    | 54.746             | 71,44              |
| Edgardo Ulises Piedrabuena                 | Partido Justicialista                       | Sólo para Servir                           | 984                                        | 1,80               |                    | 54.746             | 71,44              |
| Votos al lema                              | Votos al lema                               | 55                                         | 0,10                                       |                    |                    | 54.746             | 71,44              |
|                                            | Alianza Santafesina                         | Ernesto P. Algaba                          | Convergencia                               | 7.791              | 37,39              | 20.837             | 27,19              |
| Confianza                                  | Alianza Santafesina                         | Ernesto P. Algaba                          | 2.429                                      | 11,66              |                    | 20.837             | 27,19              |
| Confluencia                                | Alianza Santafesina                         | Ernesto P. Algaba                          | 2.175                                      | 10,44              |                    | 20.837             | 27,19              |
| Por el Trabajo, la Justicia y la Educación | Alianza Santafesina                         | Ernesto P. Algaba                          | 1.512                                      | 7,26               |                    | 20.837             | 27,19              |
| Frente para la Sociedad                    | Alianza Santafesina                         | Ernesto P. Algaba                          | 686                                        | 3,29               |                    | 20.837             | 27,19              |
| Lo que Viene                               | Alianza Santafesina                         | Ernesto P. Algaba                          | 352                                        | 1,69               |                    | 20.837             | 27,19              |
| La Fuerza del Cambio                       | Alianza Santafesina                         | Ernesto P. Algaba                          | 14                                         | 0,07               |                    | 20.837             | 27,19              |
| Es el Tiempo de lo Nuevo                   | Alianza Santafesina                         | Ernesto P. Algaba                          | 2                                          | 0,01               |                    | 20.837             | 27,19              |
| Total                                      | Alianza Santafesina                         | Ernesto P. Algaba                          | 14.961                                     | 71,80              |                    | 20.837             | 27,19              |
| Estela Rosa Méndez                         | Alianza Santafesina                         | Principios, Decencia, Prosperidad          | 5.826                                      | 27,96              |                    | 20.837             | 27,19              |
| Votos al lema                              | Votos al lema                               | 50                                         | 0,24                                       |                    |                    | 20.837             | 27,19              |
|                                            | Partido Humanista                           | Teresa González                            | —                                          | —                  | —                  | 453                | 0,59               |
|                                            | Unidad de la Izquierda y la Resistencia     | Eloy José Melano                           | —                                          | —                  | —                  | 339                | 0,44               |
|                                            | Alianza Social Cristiana del Tercer Milenio | —                                          | —                                          | —                  | —                  | 254                | 0,33               |
| Votos positivos                            | Votos positivos                             | Votos positivos                            | Votos positivos                            | Votos positivos    | Votos positivos    | 76.629             | 86,14              |
| Votos en blanco                            | Votos en blanco                             | Votos en blanco                            | Votos en blanco                            | Votos en blanco    | Votos en blanco    | 11.713             | 13,17              |
| Votos nulos                                | Votos nulos                                 | Votos nulos                                | Votos nulos                                | Votos nulos        | Votos nulos        | 613                | 0,69               |
| Total de votos                             | Total de votos                              | Total de votos                             | Total de votos                             | Total de votos     | Total de votos     | 88.955             | 100                |
| Constitución 1 Senador                     |                                             |                                            |                                            |                    |                    |                    |                    |
| Lema                                       | Lema                                        | Candidato                                  | Sublema                                    | Sublema            | Sublema            | Lema               | Lema               |
| Lema                                       | Lema                                        | Candidato                                  | Sublema                                    | Votos              | %                  | Votos              | %                  |
|                                            | Alianza Santafesina                         | Pablo Antonio Cardinale (PDP)              | Convergencia                               | 6.290              | 23,98              | 26.233             | 55,57              |
| Principios, Decencia, Prosperidad          | Alianza Santafesina                         | Pablo Antonio Cardinale (PDP)              | 3.564                                      | 13,59              |                    | 26.233             | 55,57              |
| Confluencia                                | Alianza Santafesina                         | Pablo Antonio Cardinale (PDP)              | 3.379                                      | 12,88              |                    | 26.233             | 55,57              |
| Confianza                                  | Alianza Santafesina                         | Pablo Antonio Cardinale (PDP)              | 2.442                                      | 9,31               |                    | 26.233             | 55,57              |
| Unión de Independientes                    | Alianza Santafesina                         | Pablo Antonio Cardinale (PDP)              | 1.189                                      | 4,53               |                    | 26.233             | 55,57              |
| Total                                      | Alianza Santafesina                         | Pablo Antonio Cardinale (PDP)              | 16.864                                     | 64,29              |                    | 26.233             | 55,57              |
| Pedro Raúl Kobila                          | Alianza Santafesina                         | Por el Trabajo, la Justicia y la Educación | 3.707                                      | 14,13              |                    | 26.233             | 55,57              |
| Pedro Raúl Kobila                          | Alianza Santafesina                         | Frente para la Sociedad                    | 2.344                                      | 8,94               |                    | 26.233             | 55,57              |
| Pedro Raúl Kobila                          | Alianza Santafesina                         | Es el Tiempo de lo Nuevo                   | 1.355                                      | 5,17               |                    | 26.233             | 55,57              |
| Pedro Raúl Kobila                          | Alianza Santafesina                         | Lo que Viene                               | 842                                        | 3,21               |                    | 26.233             | 55,57              |
| Pedro Raúl Kobila                          | Alianza Santafesina                         | La Fuerza del Cambio                       | 573                                        | 2,18               |                    | 26.233             | 55,57              |
| Pedro Raúl Kobila                          | Alianza Santafesina                         | El Futuro en Buenas Manos                  | 467                                        | 1,78               |                    | 26.233             | 55,57              |
| Pedro Raúl Kobila                          | Alianza Santafesina                         | Total                                      | 9.288                                      | 35,41              |                    | 26.233             | 55,57              |
| Votos al lema                              | Votos al lema                               | 81                                         | 0,31                                       |                    |                    | 26.233             | 55,57              |
|                                            | Partido Justicialista                       | Luis Armando Parodi                        | Por Santa Fe                               | 9.070              | 44,32              | 20.463             | 43,35              |
| Arriba Santa Fe                            | Partido Justicialista                       | Luis Armando Parodi                        | 3.269                                      | 15,98              |                    | 20.463             | 43,35              |
| Santa Fe en Desarrollo                     | Partido Justicialista                       | Luis Armando Parodi                        | 1.593                                      | 7,78               |                    | 20.463             | 43,35              |
| Unidad Santafesina                         | Partido Justicialista                       | Luis Armando Parodi                        | 3                                          | 0,01               |                    | 20.463             | 43,35              |
| Total                                      | Partido Justicialista                       | Luis Armando Parodi                        | 13.935                                     | 68,10              |                    | 20.463             | 43,35              |
| Alicia Liliana Arias                       | Partido Justicialista                       | Todos para Santa Fe                        | 1.313                                      | 6,42               |                    | 20.463             | 43,35              |
| Alicia Liliana Arias                       | Partido Justicialista                       | Unión Vecinal para Santa Fe                | 1.982                                      | 9,69               |                    | 20.463             | 43,35              |
| Alicia Liliana Arias                       | Partido Justicialista                       | Trabajar Juntos para Santa Fe              | 892                                        | 4,36               |                    | 20.463             | 43,35              |
| Alicia Liliana Arias                       | Partido Justicialista                       | Total                                      | 4.187                                      | 20,46              |                    | 20.463             | 43,35              |
| Lidia Victoria Pablo                       | Partido Justicialista                       | Lo Mejor para Santa Fe                     | 1.466                                      | 7,16               |                    | 20.463             | 43,35              |
| Domingo Cándido                            | Partido Justicialista                       | Una Provincia que Crece                    | 720                                        | 3,52               |                    | 20.463             | 43,35              |
| Domingo Cándido                            | Partido Justicialista                       | Sólo para Servir                           | 123                                        | 0,60               |                    | 20.463             | 43,35              |
| Domingo Cándido                            | Partido Justicialista                       | Tomemos Conciencia                         | 2                                          | 0,01               |                    | 20.463             | 43,35              |
| Domingo Cándido                            | Partido Justicialista                       | Creciendo en Unidad                        | 1                                          | 0,00               |                    | 20.463             | 43,35              |
| Domingo Cándido                            | Partido Justicialista                       | Total                                      | 846                                        | 4,13               |                    | 20.463             | 43,35              |
| Votos al lema                              | Votos al lema                               | 29                                         | 0,14                                       |                    |                    | 20.463             | 43,35              |
|                                            | Unidad de la Izquierda y la Resistencia     | Fausto Ramírez                             | —                                          | —                  | —                  | 271                | 0,57               |
|                                            | Partido Humanista                           | Roberto Enrique Moore                      | —                                          | —                  | —                  | 128                | 0,27               |
|                                            | Alianza Social Cristiana del Tercer Milenio | Antonio Durañe                             | —                                          | —                  | —                  | 112                | 0,24               |
| Votos positivos                            | Votos positivos                             | Votos positivos                            | Votos positivos                            | Votos positivos    | Votos positivos    | 47.207             | 89,14              |
| Votos en blanco                            | Votos en blanco                             | Votos en blanco                            | Votos en blanco                            | Votos en blanco    | Votos en blanco    | 5.511              | 10,41              |
| Votos nulos                                | Votos nulos                                 | Votos nulos                                | Votos nulos                                | Votos nulos        | Votos nulos        | 241                | 0,46               |
| Total de votos                             | Total de votos                              | Total de votos                             | Total de votos                             | Total de votos     | Total de votos     | 52.959             | 100                |
| Garay 1 Senador                            |                                             |                                            |                                            |                    |                    |                    |                    |
| Lema                                       | Lema                                        | Candidato                                  | Sublema                                    | Sublema            | Sublema            | Lema               | Lema               |
| Lema                                       | Lema                                        | Candidato                                  | Sublema                                    | Votos              | %                  | Votos              | %                  |
|                                            | Partido Justicialista                       | Duilio Osmar Pignata                       | Todos para Santa Fe                        | 2.447              | 48,11              | 5.086              | 53,26              |
| Lo Mejor para Santa Fe                     | Partido Justicialista                       | Duilio Osmar Pignata                       | 384                                        | 7,55               |                    | 5.086              | 53,26              |
| Total                                      | Partido Justicialista                       | Duilio Osmar Pignata                       | 2.831                                      | 55,66              |                    | 5.086              | 53,26              |
| Raúl Darío Antille                         | Partido Justicialista                       | Por Santa Fe                               | 2.226                                      | 43,77              |                    | 5.086              | 53,26              |
| Ochoa Héctor Monzón                        | Partido Justicialista                       | Sólo para Servir                           | 24                                         | 0,47               |                    | 5.086              | 53,26              |
| Votos al lema                              | Votos al lema                               | 5                                          | 0,10                                       |                    |                    | 5.086              | 53,26              |
|                                            | Alianza Santafesina                         | Martha Noemí Vázquez                       | Convergencia                               | 1.702              | 38,49              | 4.422              | 46,31              |
| Confluencia                                | Alianza Santafesina                         | Martha Noemí Vázquez                       | 619                                        | 14,00              |                    | 4.422              | 46,31              |
| Cambio 99                                  | Alianza Santafesina                         | Martha Noemí Vázquez                       | 186                                        | 4,21               |                    | 4.422              | 46,31              |
| La Fuerza del Cambio                       | Alianza Santafesina                         | Martha Noemí Vázquez                       | 185                                        | 4,18               |                    | 4.422              | 46,31              |
| Es el Tiempo de lo Nuevo                   | Alianza Santafesina                         | Martha Noemí Vázquez                       | 119                                        | 2,69               |                    | 4.422              | 46,31              |
| Total                                      | Alianza Santafesina                         | Martha Noemí Vázquez                       | 2.811                                      | 63,57              |                    | 4.422              | 46,31              |
| Hernán Pedro Toniollo                      | Alianza Santafesina                         | El Futuro en Buenas Manos                  | 580                                        | 13,12              |                    | 4.422              | 46,31              |
| Hernán Pedro Toniollo                      | Alianza Santafesina                         | Por el Trabajo, la Justicia y la Educación | 316                                        | 7,15               |                    | 4.422              | 46,31              |
| Hernán Pedro Toniollo                      | Alianza Santafesina                         | Confianza                                  | 257                                        | 5,81               |                    | 4.422              | 46,31              |
| Hernán Pedro Toniollo                      | Alianza Santafesina                         | Unión de Independientes                    | 218                                        | 4,93               |                    | 4.422              | 46,31              |
| Hernán Pedro Toniollo                      | Alianza Santafesina                         | Santa Fe Grande                            | 95                                         | 2,15               |                    | 4.422              | 46,31              |
| Hernán Pedro Toniollo                      | Alianza Santafesina                         | Lo que Viene                               | 28                                         | 0,63               |                    | 4.422              | 46,31              |
| Hernán Pedro Toniollo                      | Alianza Santafesina                         | Frente para la Sociedad                    | 2                                          | 0,05               |                    | 4.422              | 46,31              |
| Hernán Pedro Toniollo                      | Alianza Santafesina                         | Total                                      | 1.496                                      | 33,83              |                    | 4.422              | 46,31              |
| Juan Carlos Fugassa                        | Alianza Santafesina                         | Principios, Decencia, Prosperidad          | 108                                        | 2,44               |                    | 4.422              | 46,31              |
| Votos al lema                              | Votos al lema                               | 7                                          | 0,16                                       |                    |                    | 4.422              | 46,31              |
|                                            | Alianza Social Cristiana del Tercer Milenio | Víctor Hugo Antille                        | —                                          | —                  | —                  | 18                 | 0,19               |
|                                            | Partido Humanista                           | Orfelina Noemí Leguiza                     | —                                          | —                  | —                  | 17                 | 0,18               |
|                                            | Unidad de la Izquierda y la Resistencia     | Oriel Ramón Gutiérrez                      | —                                          | —                  | —                  | 6                  | 0,06               |
| Votos positivos                            | Votos positivos                             | Votos positivos                            | Votos positivos                            | Votos positivos    | Votos positivos    | 9.549              | 95,59              |
| Votos en blanco                            | Votos en blanco                             | Votos en blanco                            | Votos en blanco                            | Votos en blanco    | Votos en blanco    | 393                | 3,93               |
| Votos nulos                                | Votos nulos                                 | Votos nulos                                | Votos nulos                                | Votos nulos        | Votos nulos        | 48                 | 0,48               |
| Total de votos                             | Total de votos                              | Total de votos                             | Total de votos                             | Total de votos     | Total de votos     | 9.990              | 100                |
| General López 1 Senador                    |                                             |                                            |                                            |                    |                    |                    |                    |
| Lema                                       | Lema                                        | Candidato                                  | Sublema                                    | Sublema            | Sublema            | Lema               | Lema               |
| Lema                                       | Lema                                        | Candidato                                  | Sublema                                    | Votos              | %                  | Votos              | %                  |
|                                            | Partido Justicialista                       | José Ángel Chipoloni                       | Todos para Santa Fe                        | 18.998             | 33,56              | 56.610             | 55,91              |
| Unidad Santafesina                         | Partido Justicialista                       | José Ángel Chipoloni                       | 7.207                                      | 12,73              |                    | 56.610             | 55,91              |
| Trabajar Juntos para Santa Fe              | Partido Justicialista                       | José Ángel Chipoloni                       | 2.189                                      | 3,87               |                    | 56.610             | 55,91              |
| Santa Fe en Desarrollo                     | Partido Justicialista                       | José Ángel Chipoloni                       | 1.330                                      | 2,35               |                    | 56.610             | 55,91              |
| Total                                      | Partido Justicialista                       | José Ángel Chipoloni                       | 29.724                                     | 52,51              |                    | 56.610             | 55,91              |
| Ricardo Adrián Spinozzi                    | Partido Justicialista                       | Por Santa Fe                               | 23.457                                     | 41,44              |                    | 56.610             | 55,91              |
| Ricardo Adrián Spinozzi                    | Partido Justicialista                       | Unión Vecinal para Santa Fe                | 2.820                                      | 4,98               |                    | 56.610             | 55,91              |
| Ricardo Adrián Spinozzi                    | Partido Justicialista                       | Total                                      | 26.277                                     | 46,42              |                    | 56.610             | 55,91              |
| Stella Maris Otero                         | Partido Justicialista                       | Sólo para Servir                           | 400                                        | 0,71               |                    | 56.610             | 55,91              |
| Stella Maris Otero                         | Partido Justicialista                       | Creciendo en Unidad                        | 60                                         | 0,11               |                    | 56.610             | 55,91              |
| Stella Maris Otero                         | Partido Justicialista                       | Total                                      | 460                                        | 0,81               |                    | 56.610             | 55,91              |
| Juan José Nicolás Jiménez                  | Partido Justicialista                       | Una Provincia que Crece                    | 69                                         | 0,12               |                    | 56.610             | 55,91              |
| Juan José Nicolás Jiménez                  | Partido Justicialista                       | Frente de Unidad                           | 27                                         | 0,05               |                    | 56.610             | 55,91              |
| Juan José Nicolás Jiménez                  | Partido Justicialista                       | Total                                      | 96                                         | 0,17               |                    | 56.610             | 55,91              |
| Votos al lema                              | Votos al lema                               | 53                                         | 0,09                                       |                    |                    | 56.610             | 55,91              |
|                                            | Alianza Santafesina                         | Marcelo Oscar Meardi                       | Por el Trabajo, la Justicia y la Educación | 12.334             | 28,17              | 43.782             | 43,24              |
| Por la Región que Merecemos                | Alianza Santafesina                         | Marcelo Oscar Meardi                       | 6.125                                      | 13,99              |                    | 43.782             | 43,24              |
| Frente para la Sociedad                    | Alianza Santafesina                         | Marcelo Oscar Meardi                       | 3.071                                      | 7,01               |                    | 43.782             | 43,24              |
| La Fuerza del Cambio                       | Alianza Santafesina                         | Marcelo Oscar Meardi                       | 1.982                                      | 4,53               |                    | 43.782             | 43,24              |
| Lo que Viene                               | Alianza Santafesina                         | Marcelo Oscar Meardi                       | 1.249                                      | 2,85               |                    | 43.782             | 43,24              |
| El Futuro en Buenas Manos                  | Alianza Santafesina                         | Marcelo Oscar Meardi                       | 47                                         | 0,11               |                    | 43.782             | 43,24              |
| Es el Tiempo de lo Nuevo                   | Alianza Santafesina                         | Marcelo Oscar Meardi                       | 4                                          | 0,01               |                    | 43.782             | 43,24              |
| Total                                      | Alianza Santafesina                         | Marcelo Oscar Meardi                       | 24.812                                     | 56,67              |                    | 43.782             | 43,24              |
| Eugenio Roque Boyle                        | Alianza Santafesina                         | Convergencia                               | 10.133                                     | 23,14              |                    | 43.782             | 43,24              |
| Eugenio Roque Boyle                        | Alianza Santafesina                         | Principios, Decencia, Prosperidad          | 5.305                                      | 12,12              |                    | 43.782             | 43,24              |
| Eugenio Roque Boyle                        | Alianza Santafesina                         | Confluencia                                | 1.548                                      | 3,54               |                    | 43.782             | 43,24              |
| Eugenio Roque Boyle                        | Alianza Santafesina                         | Unión de Independientes                    | 961                                        | 2,19               |                    | 43.782             | 43,24              |
| Eugenio Roque Boyle                        | Alianza Santafesina                         | Confianza                                  | 792                                        | 1,81               |                    | 43.782             | 43,24              |
| Eugenio Roque Boyle                        | Alianza Santafesina                         | Total                                      | 18.739                                     | 42,80              |                    | 43.782             | 43,24              |
| Votos al lema                              | Votos al lema                               | 231                                        | 0,53                                       |                    |                    | 43.782             | 43,24              |
|                                            | Unidad de la Izquierda y la Resistencia     | Oscar Manuel Fragante                      | —                                          | —                  | —                  | 553                | 0,55               |
|                                            | Partido Humanista                           | Norma Beatriz Quinteros                    | —                                          | —                  | —                  | 215                | 0,21               |
|                                            | Alianza Social Cristiana del Tercer Milenio | Santiago Felipe Casey                      | —                                          | —                  | —                  | 87                 | 0,09               |
| Votos positivos                            | Votos positivos                             | Votos positivos                            | Votos positivos                            | Votos positivos    | Votos positivos    | 101.247            | 89,72              |
| Votos en blanco                            | Votos en blanco                             | Votos en blanco                            | Votos en blanco                            | Votos en blanco    | Votos en blanco    | 11.259             | 9,98               |
| Votos nulos                                | Votos nulos                                 | Votos nulos                                | Votos nulos                                | Votos nulos        | Votos nulos        | 341                | 0,30               |
| Total de votos                             | Total de votos                              | Total de votos                             | Total de votos                             | Total de votos     | Total de votos     | 112.847            | 100                |
| General Obligado 1 Senador                 |                                             |                                            |                                            |                    |                    |                    |                    |
| Lema                                       | Lema                                        | Candidato                                  | Sublema                                    | Sublema            | Sublema            | Lema               | Lema               |
| Lema                                       | Lema                                        | Candidato                                  | Sublema                                    | Votos              | %                  | Votos              | %                  |
|                                            | Partido Justicialista                       | Omar Dionisio Massat                       | Por Santa Fe                               | 11.422             | 26,84              | 42.554             | 52,31              |
| Lo Mejor para Santa Fe                     | Partido Justicialista                       | Omar Dionisio Massat                       | 3.082                                      | 7,24               |                    | 42.554             | 52,31              |
| Arriba Santa Fe                            | Partido Justicialista                       | Omar Dionisio Massat                       | 2.122                                      | 4,99               |                    | 42.554             | 52,31              |
| Santa Fe en Desarrollo                     | Partido Justicialista                       | Omar Dionisio Massat                       | 1.032                                      | 2,43               |                    | 42.554             | 52,31              |
| Unión Vecinal para Santa Fe                | Partido Justicialista                       | Omar Dionisio Massat                       | 750                                        | 1,76               |                    | 42.554             | 52,31              |
| Nuevo Rumbo                                | Partido Justicialista                       | Omar Dionisio Massat                       | 161                                        | 0,38               |                    | 42.554             | 52,31              |
| Total                                      | Partido Justicialista                       | Omar Dionisio Massat                       | 18.569                                     | 43,64              |                    | 42.554             | 52,31              |
| José Francisco Pividori                    | Partido Justicialista                       | Todos para Santa Fe                        | 8.437                                      | 19,83              |                    | 42.554             | 52,31              |
| José Francisco Pividori                    | Partido Justicialista                       | Trabajar Juntos para Santa Fe              | 2.619                                      | 6,15               |                    | 42.554             | 52,31              |
| José Francisco Pividori                    | Partido Justicialista                       | Para Triunfar                              | 541                                        | 1,27               |                    | 42.554             | 52,31              |
| José Francisco Pividori                    | Partido Justicialista                       | Total                                      | 11.597                                     | 27,25              |                    | 42.554             | 52,31              |
| Antonio Omar Chapero                       | Partido Justicialista                       | Unidad Santafesina                         | 9.848                                      | 23,14              |                    | 42.554             | 52,31              |
| Antonio Omar Chapero                       | Partido Justicialista                       | Foro Departamental                         | 230                                        | 0,54               |                    | 42.554             | 52,31              |
| Antonio Omar Chapero                       | Partido Justicialista                       | Total                                      | 10.078                                     | 23,68              |                    | 42.554             | 52,31              |
| Héctor Onofre Ojeda Varela                 | Partido Justicialista                       | Una Provincia que Crece                    | 1.491                                      | 3,50               |                    | 42.554             | 52,31              |
| Héctor Onofre Ojeda Varela                 | Partido Justicialista                       | Frente de Unidad                           | 124                                        | 0,29               |                    | 42.554             | 52,31              |
| Héctor Onofre Ojeda Varela                 | Partido Justicialista                       | Tomemos Conciencia                         | 1                                          | 0,00               |                    | 42.554             | 52,31              |
| Héctor Onofre Ojeda Varela                 | Partido Justicialista                       | Total                                      | 1.616                                      | 3,80               |                    | 42.554             | 52,31              |
| José Luis Ocampo                           | Partido Justicialista                       | Sólo para Servir                           | 601                                        | 1,41               |                    | 42.554             | 52,31              |
| José Luis Ocampo                           | Partido Justicialista                       | Creciendo en Unidad                        | 18                                         | 0,04               |                    | 42.554             | 52,31              |
| José Luis Ocampo                           | Partido Justicialista                       | Total                                      | 619                                        | 1,45               |                    | 42.554             | 52,31              |
| Votos al lema                              | Votos al lema                               | 75                                         | 0,18                                       |                    |                    | 42.554             | 52,31              |
|                                            | Alianza Santafesina                         | Carlos Alfredo Luis Sponton                | Convergencia                               | 16.757             | 43,43              | 38.588             | 47,43              |
| Confianza                                  | Alianza Santafesina                         | Carlos Alfredo Luis Sponton                | 9.160                                      | 23,74              |                    | 38.588             | 47,43              |
| Confluencia                                | Alianza Santafesina                         | Carlos Alfredo Luis Sponton                | 3.155                                      | 8,18               |                    | 38.588             | 47,43              |
| Unión de Independientes                    | Alianza Santafesina                         | Carlos Alfredo Luis Sponton                | 910                                        | 2,36               |                    | 38.588             | 47,43              |
| Total                                      | Alianza Santafesina                         | Carlos Alfredo Luis Sponton                | 29.982                                     | 77,70              |                    | 38.588             | 47,43              |
| Bernardo René Villalba                     | Alianza Santafesina                         | Por el Trabajo, la Justicia y la Educación | 2.747                                      | 7,12               |                    | 38.588             | 47,43              |
| Bernardo René Villalba                     | Alianza Santafesina                         | Lo que Viene                               | 1.182                                      | 3,06               |                    | 38.588             | 47,43              |
| Bernardo René Villalba                     | Alianza Santafesina                         | El Futuro en Buenas Manos                  | 1.029                                      | 2,67               |                    | 38.588             | 47,43              |
| Bernardo René Villalba                     | Alianza Santafesina                         | Frente para la Sociedad                    | 1.020                                      | 2,64               |                    | 38.588             | 47,43              |
| Bernardo René Villalba                     | Alianza Santafesina                         | La Fuerza del Cambio                       | 815                                        | 2,11               |                    | 38.588             | 47,43              |
| Bernardo René Villalba                     | Alianza Santafesina                         | Cambio 99                                  | 291                                        | 0,75               |                    | 38.588             | 47,43              |
| Bernardo René Villalba                     | Alianza Santafesina                         | Es el Tiempo de lo Nuevo                   | 46                                         | 0,12               |                    | 38.588             | 47,43              |
| Bernardo René Villalba                     | Alianza Santafesina                         | Total                                      | 7.130                                      | 18,48              |                    | 38.588             | 47,43              |
| Leopaldo Isaac Paillet                     | Alianza Santafesina                         | Principios, Decencia, Prosperidad          | 1.432                                      | 3,71               |                    | 38.588             | 47,43              |
| Votos al lema                              | Votos al lema                               | 44                                         | 0,11                                       |                    |                    | 38.588             | 47,43              |
|                                            | Alianza Social Cristiana del Tercer Milenio | —                                          | —                                          | —                  | —                  | 120                | 0,15               |
|                                            | Unidad de la Izquierda y la Resistencia     | Juan Carlos González                       | —                                          | —                  | —                  | 91                 | 0,11               |
| Votos positivos                            | Votos positivos                             | Votos positivos                            | Votos positivos                            | Votos positivos    | Votos positivos    | 81.353             | 94,43              |
| Votos en blanco                            | Votos en blanco                             | Votos en blanco                            | Votos en blanco                            | Votos en blanco    | Votos en blanco    | 4.461              | 5,18               |
| Votos nulos                                | Votos nulos                                 | Votos nulos                                | Votos nulos                                | Votos nulos        | Votos nulos        | 335                | 0,39               |
| Total de votos                             | Total de votos                              | Total de votos                             | Total de votos                             | Total de votos     | Total de votos     | 86.149             | 100                |
| Iriondo 1 Senador                          |                                             |                                            |                                            |                    |                    |                    |                    |
| Lema                                       | Lema                                        | Candidato                                  | Sublema                                    | Sublema            | Sublema            | Lema               | Lema               |
| Lema                                       | Lema                                        | Candidato                                  | Sublema                                    | Votos              | %                  | Votos              | %                  |
|                                            | Partido Justicialista                       | Norberto Juan Betique                      | Por Santa Fe                               | 9.644              | 44,88              | 21.488             | 58,68              |
| Unión Vecinal para Santa Fe                | Partido Justicialista                       | Norberto Juan Betique                      | 3.898                                      | 18,14              |                    | 21.488             | 58,68              |
| Trabajar Juntos para Santa Fe              | Partido Justicialista                       | Norberto Juan Betique                      | 3.667                                      | 17,07              |                    | 21.488             | 58,68              |
| Santa Fe en Desarrollo                     | Partido Justicialista                       | Norberto Juan Betique                      | 2.576                                      | 11,99              |                    | 21.488             | 58,68              |
| Lo Mejor para Santa Fe                     | Partido Justicialista                       | Norberto Juan Betique                      | 691                                        | 3,22               |                    | 21.488             | 58,68              |
| Arriba Santa Fe                            | Partido Justicialista                       | Norberto Juan Betique                      | 1                                          | 0,00               |                    | 21.488             | 58,68              |
| Total                                      | Partido Justicialista                       | Norberto Juan Betique                      | 20.477                                     | 95,30              |                    | 21.488             | 58,68              |
| Nelio José Chimenton                       | Partido Justicialista                       | Todos para Santa Fe                        | 744                                        | 3,46               |                    | 21.488             | 58,68              |
| José Ramón Clavero                         | Partido Justicialista                       | Iriondo en Crecimiento                     | 148                                        | 0,69               |                    | 21.488             | 58,68              |
| Martín Rodrigo Clavero                     | Partido Justicialista                       | Una Provincia que Crece                    | 71                                         | 0,33               |                    | 21.488             | 58,68              |
| Votos al lema                              | Votos al lema                               | 48                                         | 0,22                                       |                    |                    | 21.488             | 58,68              |
|                                            | Alianza Santafesina                         | Hugo Jesús Rasetto                         | Convergencia                               | 7.940              | 53,98              | 14.708             | 40,17              |
| Confianza                                  | Alianza Santafesina                         | Hugo Jesús Rasetto                         | 1.554                                      | 10,57              |                    | 14.708             | 40,17              |
| Unión de Independientes                    | Alianza Santafesina                         | Hugo Jesús Rasetto                         | 35                                         | 0,24               |                    | 14.708             | 40,17              |
| Confluencia                                | Alianza Santafesina                         | Hugo Jesús Rasetto                         | 20                                         | 0,14               |                    | 14.708             | 40,17              |
| Total                                      | Alianza Santafesina                         | Hugo Jesús Rasetto                         | 9.549                                      | 64,92              |                    | 14.708             | 40,17              |
| Daniel Alberto Pijuan                      | Alianza Santafesina                         | Principios, Decencia, Prosperidad          | 3.309                                      | 22,50              |                    | 14.708             | 40,17              |
| Daniel Alberto Pijuan                      | Alianza Santafesina                         | El Futuro en Buenas Manos                  | 428                                        | 2,91               |                    | 14.708             | 40,17              |
| Daniel Alberto Pijuan                      | Alianza Santafesina                         | La Fuerza del Cambio                       | 2                                          | 0,01               |                    | 14.708             | 40,17              |
| Daniel Alberto Pijuan                      | Alianza Santafesina                         | Total                                      | 3.739                                      | 25,42              |                    | 14.708             | 40,17              |
| Norberto Ramón Villagra                    | Alianza Santafesina                         | Por el Trabajo, la Justicia y la Educación | 914                                        | 6,21               |                    | 14.708             | 40,17              |
| Norberto Ramón Villagra                    | Alianza Santafesina                         | Frente para la Sociedad                    | 364                                        | 2,47               |                    | 14.708             | 40,17              |
| Norberto Ramón Villagra                    | Alianza Santafesina                         | Lo que Viene                               | 123                                        | 0,84               |                    | 14.708             | 40,17              |
| Norberto Ramón Villagra                    | Alianza Santafesina                         | Es el Tiempo de lo Nuevo                   | 1                                          | 0,01               |                    | 14.708             | 40,17              |
| Norberto Ramón Villagra                    | Alianza Santafesina                         | Total                                      | 1.402                                      | 9,53               |                    | 14.708             | 40,17              |
| Votos al lema                              | Votos al lema                               | 18                                         | 0,12                                       |                    |                    | 14.708             | 40,17              |
|                                            | Unidad de la Izquierda y la Resistencia     | Armando Álvarez                            | —                                          | —                  | —                  | 142                | 0,39               |
|                                            | Partido Humanista                           | Jorge Horacio Vidoni                       | —                                          | —                  | —                  | 124                | 0,34               |
|                                            | Partido Obrero                              | María Carmen Gauna                         | —                                          | —                  | —                  | 118                | 0,32               |
|                                            | Alianza Social Cristiana del Tercer Milenio | Carlos Vergara                             | —                                          | —                  | —                  | 37                 | 0,10               |
| Votos positivos                            | Votos positivos                             | Votos positivos                            | Votos positivos                            | Votos positivos    | Votos positivos    | 36.617             | 90,25              |
| Votos en blanco                            | Votos en blanco                             | Votos en blanco                            | Votos en blanco                            | Votos en blanco    | Votos en blanco    | 3.815              | 9,40               |
| Votos nulos                                | Votos nulos                                 | Votos nulos                                | Votos nulos                                | Votos nulos        | Votos nulos        | 141                | 0,35               |
| Total de votos                             | Total de votos                              | Total de votos                             | Total de votos                             | Total de votos     | Total de votos     | 40.573             | 100                |
| La Capital 1 Senador                       |                                             |                                            |                                            |                    |                    |                    |                    |
| Lema                                       | Lema                                        | Candidato                                  | Sublema                                    | Sublema            | Sublema            | Lema               | Lema               |
| Lema                                       | Lema                                        | Candidato                                  | Sublema                                    | Votos              | %                  | Votos              | %                  |
|                                            | Partido Justicialista                       | Julio César Gutiérrez                      | Por Santa Fe                               | 101.264            | 69,62              | 145.457            | 64,76              |
| Santa Fe en Desarrollo                     | Partido Justicialista                       | Julio César Gutiérrez                      | 14.596                                     | 10,03              |                    | 145.457            | 64,76              |
| Lo Mejor para Santa Fe                     | Partido Justicialista                       | Julio César Gutiérrez                      | 10.891                                     | 7,49               |                    | 145.457            | 64,76              |
| Todos para Santa Fe                        | Partido Justicialista                       | Julio César Gutiérrez                      | 9.723                                      | 6,68               |                    | 145.457            | 64,76              |
| Unión Vecinal para Santa Fe                | Partido Justicialista                       | Julio César Gutiérrez                      | 3.960                                      | 2,72               |                    | 145.457            | 64,76              |
| Unidad Santafesina                         | Partido Justicialista                       | Julio César Gutiérrez                      | 581                                        | 0,40               |                    | 145.457            | 64,76              |
| Arriba Santa Fe                            | Partido Justicialista                       | Julio César Gutiérrez                      | 16                                         | 0,01               |                    | 145.457            | 64,76              |
| Trabajar Juntos para Santa Fe              | Partido Justicialista                       | Julio César Gutiérrez                      | 3                                          | 0,00               |                    | 145.457            | 64,76              |
| Total                                      | Partido Justicialista                       | Julio César Gutiérrez                      | 141.034                                    | 96,96              |                    | 145.457            | 64,76              |
| Hugo Héctor Ponce                          | Partido Justicialista                       | Una Provincia que Crece                    | 2.652                                      | 1,82               |                    | 145.457            | 64,76              |
| Hugo Héctor Ponce                          | Partido Justicialista                       | Frente de Unidad                           | 25                                         | 0,02               |                    | 145.457            | 64,76              |
| Hugo Héctor Ponce                          | Partido Justicialista                       | Tomemos Conciencia                         | 1                                          | 0,00               |                    | 145.457            | 64,76              |
| Hugo Héctor Ponce                          | Partido Justicialista                       | Total                                      | 2.678                                      | 1,84               |                    | 145.457            | 64,76              |
| Antonio Hércules Galiano                   | Partido Justicialista                       | Sólo para Servir                           | 889                                        | 0,61               |                    | 145.457            | 64,76              |
| Antonio Hércules Galiano                   | Partido Justicialista                       | Creciendo en Unidad                        | 6                                          | 0,00               |                    | 145.457            | 64,76              |
| Antonio Hércules Galiano                   | Partido Justicialista                       | Total                                      | 895                                        | 0,62               |                    | 145.457            | 64,76              |
| José Luis García Chesa                     | Partido Justicialista                       | Malvinas                                   | 689                                        | 0,47               |                    | 145.457            | 64,76              |
| Votos al lema                              | Votos al lema                               | 161                                        | 0,11                                       |                    |                    | 145.457            | 64,76              |
|                                            | Alianza Santafesina                         | Elsa A. Combes                             | Convergencia                               | 29.506             | 39,61              | 74.491             | 33,16              |
| Confianza                                  | Alianza Santafesina                         | Elsa A. Combes                             | 5.984                                      | 8,03               |                    | 74.491             | 33,16              |
| Confluencia                                | Alianza Santafesina                         | Elsa A. Combes                             | 3.829                                      | 5,14               |                    | 74.491             | 33,16              |
| Unión de Independientes                    | Alianza Santafesina                         | Elsa A. Combes                             | 1.672                                      | 2,24               |                    | 74.491             | 33,16              |
| Total                                      | Alianza Santafesina                         | Elsa A. Combes                             | 40.991                                     | 55,03              |                    | 74.491             | 33,16              |
| Vicente F. Perticara                       | Alianza Santafesina                         | Por el Trabajo, la Justicia y la Educación | 12.605                                     | 16,92              |                    | 74.491             | 33,16              |
| Vicente F. Perticara                       | Alianza Santafesina                         | Es el Tiempo de lo Nuevo                   | 438                                        | 0,59               |                    | 74.491             | 33,16              |
| Vicente F. Perticara                       | Alianza Santafesina                         | Cambio 99                                  | 1                                          | 0,00               |                    | 74.491             | 33,16              |
| Vicente F. Perticara                       | Alianza Santafesina                         | Total                                      | 13.044                                     | 17,51              |                    | 74.491             | 33,16              |
| César Luis Rey Leyes                       | Alianza Santafesina                         | Principios, Decencia, Prosperidad          | 9.637                                      | 12,94              |                    | 74.491             | 33,16              |
| Oscar Alberto Belbey                       | Alianza Santafesina                         | Frente para la Sociedad                    | 6.712                                      | 9,01               |                    | 74.491             | 33,16              |
| Oscar Alberto Belbey                       | Alianza Santafesina                         | Lo que Viene                               | 2                                          | 0,00               |                    | 74.491             | 33,16              |
| Oscar Alberto Belbey                       | Alianza Santafesina                         | Total                                      | 6.714                                      | 9,01               |                    | 74.491             | 33,16              |
| Mario Oscar Paganini                       | Alianza Santafesina                         | El Futuro en Buenas Manos                  | 3.989                                      | 5,36               |                    | 74.491             | 33,16              |
| Mario Oscar Paganini                       | Alianza Santafesina                         | La Fuerza del Cambio                       | 2                                          | 0,00               |                    | 74.491             | 33,16              |
| Mario Oscar Paganini                       | Alianza Santafesina                         | Total                                      | 3.991                                      | 5,36               |                    | 74.491             | 33,16              |
| Votos al lema                              | Votos al lema                               | 114                                        | 0,15                                       |                    |                    | 74.491             | 33,16              |
|                                            | Unidad de la Izquierda y la Resistencia     | Alba Edith Bruzzoni                        | —                                          | —                  | —                  | 1.499              | 0,67               |
|                                            | Partido Humanista                           | Carlos Alberto Mannarino                   | —                                          | —                  | —                  | 1.441              | 0,64               |
|                                            | Partido Obrero                              | Ángel René Quiroga                         | —                                          | —                  | —                  | 1.125              | 0,50               |
|                                            | Alianza Social Cristiana del Tercer Milenio | Daniel Anziani                             | —                                          | —                  | —                  | 603                | 0,27               |
| Votos positivos                            | Votos positivos                             | Votos positivos                            | Votos positivos                            | Votos positivos    | Votos positivos    | 224.616            | 85,29              |
| Votos en blanco                            | Votos en blanco                             | Votos en blanco                            | Votos en blanco                            | Votos en blanco    | Votos en blanco    | 36.395             | 13,82              |
| Votos nulos                                | Votos nulos                                 | Votos nulos                                | Votos nulos                                | Votos nulos        | Votos nulos        | 2.347              | 0,89               |
| Total de votos                             | Total de votos                              | Total de votos                             | Total de votos                             | Total de votos     | Total de votos     | 263.358            | 100                |
| Las Colonias 1 Senador                     |                                             |                                            |                                            |                    |                    |                    |                    |
| Lema                                       | Lema                                        | Candidato                                  | Sublema                                    | Sublema            | Sublema            | Lema               | Lema               |
| Lema                                       | Lema                                        | Candidato                                  | Sublema                                    | Votos              | %                  | Votos              | %                  |
|                                            | Alianza Santafesina                         | Carlos Fascendini (UCR)                    | Por el Trabajo, la Justicia y la Educación | 15.802             | 52,98              | 29.827             | 57,35              |
| La Fuerza del Cambio                       | Alianza Santafesina                         | Carlos Fascendini (UCR)                    | 3.113                                      | 10,44              |                    | 29.827             | 57,35              |
| Lo que Viene                               | Alianza Santafesina                         | Carlos Fascendini (UCR)                    | 769                                        | 2,58               |                    | 29.827             | 57,35              |
| Es el Tiempo de lo Nuevo                   | Alianza Santafesina                         | Carlos Fascendini (UCR)                    | 395                                        | 1,32               |                    | 29.827             | 57,35              |
| Primero Las Colonias                       | Alianza Santafesina                         | Carlos Fascendini (UCR)                    | 126                                        | 0,42               |                    | 29.827             | 57,35              |
| Frente para la Sociedad                    | Alianza Santafesina                         | Carlos Fascendini (UCR)                    | 27                                         | 0,09               |                    | 29.827             | 57,35              |
| Total                                      | Alianza Santafesina                         | Carlos Fascendini (UCR)                    | 20.232                                     | 67,83              |                    | 29.827             | 57,35              |
| Héctor Carlos Sattler                      | Alianza Santafesina                         | Convergencia                               | 5.375                                      | 18,02              |                    | 29.827             | 57,35              |
| Héctor Carlos Sattler                      | Alianza Santafesina                         | Unión de Independientes                    | 413                                        | 1,38               |                    | 29.827             | 57,35              |
| Héctor Carlos Sattler                      | Alianza Santafesina                         | Total                                      | 5.788                                      | 19,41              |                    | 29.827             | 57,35              |
| Héctor Eduardo Jullier                     | Alianza Santafesina                         | Principios, Decencia, Prosperidad          | 3.758                                      | 12,60              |                    | 29.827             | 57,35              |
| Votos al lema                              | Votos al lema                               | 49                                         | 0,16                                       |                    |                    | 29.827             | 57,35              |
|                                            | Partido Justicialista                       | María del Carmen M. de Benzo               | Lo Mejor para Santa Fe                     | 6.914              | 31,60              | 21.883             | 42,08              |
| Santa Fe en Desarrollo                     | Partido Justicialista                       | María del Carmen M. de Benzo               | 2.105                                      | 9,62               |                    | 21.883             | 42,08              |
| Total                                      | Partido Justicialista                       | María del Carmen M. de Benzo               | 9.019                                      | 41,21              |                    | 21.883             | 42,08              |
| Élida B. Schachner de Auce                 | Partido Justicialista                       | Por Santa Fe                               | 3.223                                      | 14,73              |                    | 21.883             | 42,08              |
| Élida B. Schachner de Auce                 | Partido Justicialista                       | Unión Vecinal para Santa Fe                | 1.952                                      | 8,92               |                    | 21.883             | 42,08              |
| Élida B. Schachner de Auce                 | Partido Justicialista                       | Total                                      | 5.175                                      | 23,65              |                    | 21.883             | 42,08              |
| Martín Alberto Carrizo                     | Partido Justicialista                       | Unidad Santafesina                         | 4.333                                      | 19,80              |                    | 21.883             | 42,08              |
| Martín Alberto Carrizo                     | Partido Justicialista                       | Trabajar Juntos para Santa Fe              | 394                                        | 1,80               |                    | 21.883             | 42,08              |
| Martín Alberto Carrizo                     | Partido Justicialista                       | Total                                      | 4.727                                      | 21,60              |                    | 21.883             | 42,08              |
| Oreste Blangini                            | Partido Justicialista                       | Todos para Santa Fe                        | 2.106                                      | 9,62               |                    | 21.883             | 42,08              |
| Oreste Blangini                            | Partido Justicialista                       | Arriba Santa Fe                            | 78                                         | 0,36               |                    | 21.883             | 42,08              |
| Oreste Blangini                            | Partido Justicialista                       | Total                                      | 2.184                                      | 9,98               |                    | 21.883             | 42,08              |
| Oscar Luis Rossler                         | Partido Justicialista                       | Una Provincia que Crece                    | 584                                        | 2,67               |                    | 21.883             | 42,08              |
| Oscar Luis Rossler                         | Partido Justicialista                       | Frente de Unidad                           | 49                                         | 0,22               |                    | 21.883             | 42,08              |
| Oscar Luis Rossler                         | Partido Justicialista                       | Total                                      | 633                                        | 2,89               |                    | 21.883             | 42,08              |
| Josefina Nélida Salinas                    | Partido Justicialista                       | Sólo para Servir                           | 100                                        | 0,46               |                    | 21.883             | 42,08              |
| Josefina Nélida Salinas                    | Partido Justicialista                       | Creciendo en Unidad                        | 4                                          | 0,02               |                    | 21.883             | 42,08              |
| Josefina Nélida Salinas                    | Partido Justicialista                       | Total                                      | 104                                        | 0,48               |                    | 21.883             | 42,08              |
| Votos al lema                              | Votos al lema                               | 41                                         | 0,19                                       |                    |                    | 21.883             | 42,08              |
|                                            | Unidad de la Izquierda y la Resistencia     | Juan Carlos Sagastizabal                   | —                                          | —                  | —                  | 121                | 0,23               |
|                                            | Partido Humanista                           | Nilda Teresita Guilarducci                 | —                                          | —                  | —                  | 102                | 0,20               |
|                                            | Alianza Social Cristiana del Tercer Milenio | Oscar Ottonelli                            | —                                          | —                  | —                  | 76                 | 0,15               |
| Votos positivos                            | Votos positivos                             | Votos positivos                            | Votos positivos                            | Votos positivos    | Votos positivos    | 52.009             | 89,07              |
| Votos en blanco                            | Votos en blanco                             | Votos en blanco                            | Votos en blanco                            | Votos en blanco    | Votos en blanco    | 6.111              | 10,47              |
| Votos nulos                                | Votos nulos                                 | Votos nulos                                | Votos nulos                                | Votos nulos        | Votos nulos        | 272                | 0,47               |
| Total de votos                             | Total de votos                              | Total de votos                             | Total de votos                             | Total de votos     | Total de votos     | 58.392             | 100                |
| Nueve de Julio 1 Senador                   |                                             |                                            |                                            |                    |                    |                    |                    |
| Lema                                       | Lema                                        | Candidato                                  | Sublema                                    | Sublema            | Sublema            | Lema               | Lema               |
| Lema                                       | Lema                                        | Candidato                                  | Sublema                                    | Votos              | %                  | Votos              | %                  |
|                                            | Partido Justicialista                       | Joaquín Raúl Horacio Gramajo               | Por Santa Fe                               | 5.166              | 66,34              | 7.787              | 55,87              |
| Todos para Santa Fe                        | Partido Justicialista                       | Joaquín Raúl Horacio Gramajo               | 1.379                                      | 17,71              |                    | 7.787              | 55,87              |
| Santa Fe en Desarrollo                     | Partido Justicialista                       | Joaquín Raúl Horacio Gramajo               | 1.241                                      | 15,94              |                    | 7.787              | 55,87              |
| Total                                      | Partido Justicialista                       | Joaquín Raúl Horacio Gramajo               | 7.786                                      | 99,99              |                    | 7.787              | 55,87              |
| Votos al lema                              | Votos al lema                               | 1                                          | 0,01                                       |                    |                    | 7.787              | 55,87              |
|                                            | Alianza Santafesina                         | Ricardo Aldo Genero                        | Por el Trabajo, la Justicia y la Educación | 3.958              | 64,90              | 6.099              | 43,76              |
| Lo que Viene                               | Alianza Santafesina                         | Ricardo Aldo Genero                        | 184                                        | 3,02               |                    | 6.099              | 43,76              |
| El Futuro en Buenas Manos                  | Alianza Santafesina                         | Ricardo Aldo Genero                        | 93                                         | 1,52               |                    | 6.099              | 43,76              |
| Total                                      | Alianza Santafesina                         | Ricardo Aldo Genero                        | 4.235                                      | 69,44              |                    | 6.099              | 43,76              |
| Nelly R. Rava de Carreras                  | Alianza Santafesina                         | Convergencia                               | 1.459                                      | 23,92              |                    | 6.099              | 43,76              |
| Nelly R. Rava de Carreras                  | Alianza Santafesina                         | Principios, Decencia, Prosperidad          | 239                                        | 3,92               |                    | 6.099              | 43,76              |
| Nelly R. Rava de Carreras                  | Alianza Santafesina                         | Confluencia                                | 115                                        | 1,89               |                    | 6.099              | 43,76              |
| Nelly R. Rava de Carreras                  | Alianza Santafesina                         | Confianza                                  | 34                                         | 0,56               |                    | 6.099              | 43,76              |
| Nelly R. Rava de Carreras                  | Alianza Santafesina                         | Unión de Independientes                    | 10                                         | 0,16               |                    | 6.099              | 43,76              |
| Nelly R. Rava de Carreras                  | Alianza Santafesina                         | Total                                      | 1.857                                      | 30,45              |                    | 6.099              | 43,76              |
| Votos al lema                              | Votos al lema                               | 7                                          | 0,11                                       |                    |                    | 6.099              | 43,76              |
|                                            | Partido Humanista                           | Oscar Héctor Leiva                         | —                                          | —                  | —                  | 27                 | 0,19               |
|                                            | Unidad de la Izquierda y la Resistencia     | Ángel Mario Leguizamón                     | —                                          | —                  | —                  | 25                 | 0,18               |
| Votos positivos                            | Votos positivos                             | Votos positivos                            | Votos positivos                            | Votos positivos    | Votos positivos    | 13.938             | 92,24              |
| Votos en blanco                            | Votos en blanco                             | Votos en blanco                            | Votos en blanco                            | Votos en blanco    | Votos en blanco    | 1.129              | 7,47               |
| Votos nulos                                | Votos nulos                                 | Votos nulos                                | Votos nulos                                | Votos nulos        | Votos nulos        | 43                 | 0,28               |
| Total de votos                             | Total de votos                              | Total de votos                             | Total de votos                             | Total de votos     | Total de votos     | 15.110             | 100                |
| Rosario 1 Senador                          |                                             |                                            |                                            |                    |                    |                    |                    |
| Lema                                       | Lema                                        | Candidato                                  | Sublema                                    | Sublema            | Sublema            | Lema               | Lema               |
| Lema                                       | Lema                                        | Candidato                                  | Sublema                                    | Votos              | %                  | Votos              | %                  |
|                                            | Alianza Santafesina                         | Alberto J. Beccani (UCR)                   | Convergencia                               | 89.951             | 32,04              | 280.748            | 54,42              |
| Confluencia                                | Alianza Santafesina                         | Alberto J. Beccani (UCR)                   | 20.210                                     | 7,20               |                    | 280.748            | 54,42              |
| Confianza                                  | Alianza Santafesina                         | Alberto J. Beccani (UCR)                   | 19.510                                     | 6,95               |                    | 280.748            | 54,42              |
| Unión de Independientes                    | Alianza Santafesina                         | Alberto J. Beccani (UCR)                   | 13.543                                     | 4,82               |                    | 280.748            | 54,42              |
| Total                                      | Alianza Santafesina                         | Alberto J. Beccani (UCR)                   | 143.214                                    | 51,01              |                    | 280.748            | 54,42              |
| Norberto Raúl Soriano                      | Alianza Santafesina                         | Por el Trabajo, la Justicia y la Educación | 112.787                                    | 40,17              |                    | 280.748            | 54,42              |
| Norberto Raúl Soriano                      | Alianza Santafesina                         | Frente para la Sociedad                    | 1.193                                      | 0,42               |                    | 280.748            | 54,42              |
| Norberto Raúl Soriano                      | Alianza Santafesina                         | Lo que Viene                               | 1.266                                      | 0,45               |                    | 280.748            | 54,42              |
| Norberto Raúl Soriano                      | Alianza Santafesina                         | La Fuerza del Cambio                       | 509                                        | 0,18               |                    | 280.748            | 54,42              |
| Norberto Raúl Soriano                      | Alianza Santafesina                         | Es el Tiempo de lo Nuevo                   | 985                                        | 0,35               |                    | 280.748            | 54,42              |
| Norberto Raúl Soriano                      | Alianza Santafesina                         | El Futuro en Buenas Manos                  | 491                                        | 0,17               |                    | 280.748            | 54,42              |
| Norberto Raúl Soriano                      | Alianza Santafesina                         | Cambio 99                                  | 391                                        | 0,14               |                    | 280.748            | 54,42              |
| Norberto Raúl Soriano                      | Alianza Santafesina                         | Total                                      | 117.622                                    | 41,90              |                    | 280.748            | 54,42              |
| Alberto Trabajo                            | Alianza Santafesina                         | Principios, Decencia, Prosperidad          | 19.062                                     | 6,79               |                    | 280.748            | 54,42              |
| Votos al lema                              | Votos al lema                               | 850                                        | 0,30                                       |                    |                    | 280.748            | 54,42              |
|                                            | Partido Justicialista                       | Gualberto Venesia                          | Trabajar Juntos para Santa Fe              | 82.586             | 36,73              | 224.822            | 43,58              |
| Por Santa Fe                               | Partido Justicialista                       | Gualberto Venesia                          | 45.074                                     | 20,05              |                    | 224.822            | 43,58              |
| Todos para Santa Fe                        | Partido Justicialista                       | Gualberto Venesia                          | 26.998                                     | 12,01              |                    | 224.822            | 43,58              |
| Lo Mejor para Santa Fe                     | Partido Justicialista                       | Gualberto Venesia                          | 15.497                                     | 6,89               |                    | 224.822            | 43,58              |
| Unidad Santafesina                         | Partido Justicialista                       | Gualberto Venesia                          | 14.617                                     | 6,50               |                    | 224.822            | 43,58              |
| Santa Fe en Desarrollo                     | Partido Justicialista                       | Gualberto Venesia                          | 9.747                                      | 4,34               |                    | 224.822            | 43,58              |
| Arriba Santa Fe                            | Partido Justicialista                       | Gualberto Venesia                          | 5.663                                      | 2,52               |                    | 224.822            | 43,58              |
| Unión Vecinal para Santa Fe                | Partido Justicialista                       | Gualberto Venesia                          | 1.722                                      | 0,77               |                    | 224.822            | 43,58              |
| Total                                      | Partido Justicialista                       | Gualberto Venesia                          | 119.318                                    | 53,07              |                    | 224.822            | 43,58              |
| Fernando Manuel Rosua                      | Partido Justicialista                       | Una Provincia que Crece                    | 10.168                                     | 4,52               |                    | 224.822            | 43,58              |
| Fernando Manuel Rosua                      | Partido Justicialista                       | Tomemos Conciencia                         | 3.076                                      | 1,37               |                    | 224.822            | 43,58              |
| Fernando Manuel Rosua                      | Partido Justicialista                       | Total                                      | 13.244                                     | 5,89               |                    | 224.822            | 43,58              |
| Eduardo Cuevas                             | Partido Justicialista                       | Sólo para Servir                           | 2.713                                      | 1,21               |                    | 224.822            | 43,58              |
| Eduardo Cuevas                             | Partido Justicialista                       | Creciendo en Unidad                        | 2.221                                      | 0,99               |                    | 224.822            | 43,58              |
| Eduardo Cuevas                             | Partido Justicialista                       | Total                                      | 4.934                                      | 2,19               |                    | 224.822            | 43,58              |
| Humberto Bollachi                          | Partido Justicialista                       | Frente de Unidad                           | 2.538                                      | 1,13               |                    | 224.822            | 43,58              |
| Oscar Barbieri                             | Partido Justicialista                       | La Tendencia                               | 763                                        | 0,34               |                    | 224.822            | 43,58              |
| José Alejandro Bonacci                     | Partido Justicialista                       | Alianza por la Dignidad de Santa Fe        | 657                                        | 0,29               |                    | 224.822            | 43,58              |
| Votos al lema                              | Votos al lema                               | 782                                        | 0,35                                       |                    |                    | 224.822            | 43,58              |
|                                            | Unidad de la Izquierda y la Resistencia     | Héctor Hipólito Medina                     | —                                          | —                  | —                  | 3.451              | 0,67               |
|                                            | Partido Obrero                              | María Elena Molina                         | —                                          | —                  | —                  | 2.843              | 0,55               |
|                                            | Partido Humanista                           | Miguel Ángel Szama                         | —                                          | —                  | —                  | 2.656              | 0,51               |
|                                            | Alianza Social Cristiana del Tercer Milenio | Héctor Eduardo Pereyra                     | —                                          | —                  | —                  | 1.401              | 0,27               |
| Votos positivos                            | Votos positivos                             | Votos positivos                            | Votos positivos                            | Votos positivos    | Votos positivos    | 515.921            | 81,46              |
| Votos en blanco                            | Votos en blanco                             | Votos en blanco                            | Votos en blanco                            | Votos en blanco    | Votos en blanco    | 111.161            | 17,55              |
| Votos nulos                                | Votos nulos                                 | Votos nulos                                | Votos nulos                                | Votos nulos        | Votos nulos        | 6.243              | 0,99               |
| Total de votos                             | Total de votos                              | Total de votos                             | Total de votos                             | Total de votos     | Total de votos     | 633.325            | 100                |
| San Cristóbal 1 Senador                    |                                             |                                            |                                            |                    |                    |                    |                    |
| Lema                                       | Lema                                        | Candidato                                  | Sublema                                    | Sublema            | Sublema            | Lema               | Lema               |
| Lema                                       | Lema                                        | Candidato                                  | Sublema                                    | Votos              | %                  | Votos              | %                  |
|                                            | Alianza Santafesina                         | Felipe Michlig (UCR)                       | Convergencia                               | 5.826              | 26,22              | 22.216             | 59,94              |
| Confluencia                                | Alianza Santafesina                         | Felipe Michlig (UCR)                       | 2.883                                      | 12,98              |                    | 22.216             | 59,94              |
| Principios, Decencia, Prosperidad          | Alianza Santafesina                         | Felipe Michlig (UCR)                       | 2.348                                      | 10,57              |                    | 22.216             | 59,94              |
| Confianza                                  | Alianza Santafesina                         | Felipe Michlig (UCR)                       | 622                                        | 2,80               |                    | 22.216             | 59,94              |
| Unión de Independientes                    | Alianza Santafesina                         | Felipe Michlig (UCR)                       | 326                                        | 1,47               |                    | 22.216             | 59,94              |
| Total                                      | Alianza Santafesina                         | Felipe Michlig (UCR)                       | 12.005                                     | 54,04              |                    | 22.216             | 59,94              |
| Carlos César Cartas                        | Alianza Santafesina                         | Por el Trabajo, la Justicia y la Educación | 9.813                                      | 44,17              |                    | 22.216             | 59,94              |
| Carlos César Cartas                        | Alianza Santafesina                         | El Futuro en Buenas Manos                  | 173                                        | 0,78               |                    | 22.216             | 59,94              |
| Carlos César Cartas                        | Alianza Santafesina                         | Lo que Viene                               | 114                                        | 0,51               |                    | 22.216             | 59,94              |
| Carlos César Cartas                        | Alianza Santafesina                         | Frente para la Sociedad                    | 96                                         | 0,43               |                    | 22.216             | 59,94              |
| Carlos César Cartas                        | Alianza Santafesina                         | Total                                      | 10.196                                     | 45,89              |                    | 22.216             | 59,94              |
| Votos al lema                              | Votos al lema                               | 15                                         | 0,07                                       |                    |                    | 22.216             | 59,94              |
|                                            | Partido Justicialista                       | Hugo Eduardo Reutemann                     | Por Santa Fe                               | 9.040              | 61,49              | 14.701             | 39,66              |
| Todos para Santa Fe                        | Partido Justicialista                       | Hugo Eduardo Reutemann                     | 2.336                                      | 15,89              |                    | 14.701             | 39,66              |
| Trabajar Juntos para Santa Fe              | Partido Justicialista                       | Hugo Eduardo Reutemann                     | 778                                        | 5,29               |                    | 14.701             | 39,66              |
| Unidad Santafesina                         | Partido Justicialista                       | Hugo Eduardo Reutemann                     | 507                                        | 3,45               |                    | 14.701             | 39,66              |
| Lo Mejor para Santa Fe                     | Partido Justicialista                       | Hugo Eduardo Reutemann                     | 299                                        | 2,03               |                    | 14.701             | 39,66              |
| Santa Fe en Desarrollo                     | Partido Justicialista                       | Hugo Eduardo Reutemann                     | 61                                         | 0,41               |                    | 14.701             | 39,66              |
| Total                                      | Partido Justicialista                       | Hugo Eduardo Reutemann                     | 13.021                                     | 88,57              |                    | 14.701             | 39,66              |
| Silvia María Zanier                        | Partido Justicialista                       | Arriba Santa Fe                            | 1.080                                      | 7,35               |                    | 14.701             | 39,66              |
| Rubén Orlando Quie                         | Partido Justicialista                       | Una Provincia que Crece                    | 528                                        | 3,59               |                    | 14.701             | 39,66              |
| Rubén Orlando Quie                         | Partido Justicialista                       | Tomemos Conciencia                         | 1                                          | 0,01               |                    | 14.701             | 39,66              |
| Rubén Orlando Quie                         | Partido Justicialista                       | Total                                      | 1.609                                      | 10,94              |                    | 14.701             | 39,66              |
| Rubén Daniel Ibarra                        | Partido Justicialista                       | Sólo para Servir                           | 59                                         | 0,40               |                    | 14.701             | 39,66              |
| Votos al lema                              | Votos al lema                               | 12                                         | 0,08                                       |                    |                    | 14.701             | 39,66              |
|                                            | Partido Obrero                              | María Esther Barbaresco                    | —                                          | —                  | —                  | 67                 | 0,18               |
|                                            | Unidad de la Izquierda y la Resistencia     | Luis Alberto Olivera                       | —                                          | —                  | —                  | 43                 | 0,12               |
|                                            | Partido Humanista                           | Reinaldo Inocencio Secco                   | —                                          | —                  | —                  | 38                 | 0,10               |
| Votos positivos                            | Votos positivos                             | Votos positivos                            | Votos positivos                            | Votos positivos    | Votos positivos    | 37.065             | 95,50              |
| Votos en blanco                            | Votos en blanco                             | Votos en blanco                            | Votos en blanco                            | Votos en blanco    | Votos en blanco    | 1.573              | 4,05               |
| Votos nulos                                | Votos nulos                                 | Votos nulos                                | Votos nulos                                | Votos nulos        | Votos nulos        | 174                | 0,45               |
| Total de votos                             | Total de votos                              | Total de votos                             | Total de votos                             | Total de votos     | Total de votos     | 38.812             | 100                |
| San Javier 1 Senador                       |                                             |                                            |                                            |                    |                    |                    |                    |
| Lema                                       | Lema                                        | Candidato                                  | Sublema                                    | Sublema            | Sublema            | Lema               | Lema               |
| Lema                                       | Lema                                        | Candidato                                  | Sublema                                    | Votos              | %                  | Votos              | %                  |
|                                            | Partido Justicialista                       | Eduardo Alberto Zilli                      | Por Santa Fe                               | 3.998              | 41,44              | 9.648              | 64,00              |
| Santa Fe en Desarrollo                     | Partido Justicialista                       | Eduardo Alberto Zilli                      | 388                                        | 4,02               |                    | 9.648              | 64,00              |
| Más y Mejor para San Javier                | Partido Justicialista                       | Eduardo Alberto Zilli                      | 287                                        | 2,97               |                    | 9.648              | 64,00              |
| Lo Mejor para Santa Fe                     | Partido Justicialista                       | Eduardo Alberto Zilli                      | 219                                        | 2,27               |                    | 9.648              | 64,00              |
| Arriba Santa Fe                            | Partido Justicialista                       | Eduardo Alberto Zilli                      | 1                                          | 0,01               |                    | 9.648              | 64,00              |
| Total                                      | Partido Justicialista                       | Eduardo Alberto Zilli                      | 4.893                                      | 50,72              |                    | 9.648              | 64,00              |
| Adrián Manuel Augusto Simil                | Partido Justicialista                       | Todos para Santa Fe                        | 3.782                                      | 39,20              |                    | 9.648              | 64,00              |
| Sergio Rodolfo Suazo                       | Partido Justicialista                       | Una Provincia que Crece                    | 720                                        | 7,46               |                    | 9.648              | 64,00              |
| Sergio Rodolfo Suazo                       | Partido Justicialista                       | Sólo para Servir                           | 24                                         | 0,25               |                    | 9.648              | 64,00              |
| Sergio Rodolfo Suazo                       | Partido Justicialista                       | Total                                      | 744                                        | 7,71               |                    | 9.648              | 64,00              |
| Jorge Luciano Sánchez                      | Partido Justicialista                       | Trabajar Juntos para Santa Fe              | 217                                        | 2,25               |                    | 9.648              | 64,00              |
| Votos al lema                              | Votos al lema                               | 12                                         | 0,12                                       |                    |                    | 9.648              | 64,00              |
|                                            | Alianza Santafesina                         | Liliana Elena Verano                       | Convergencia                               | 3.286              | 61,09              | 5.379              | 35,68              |
| Noel Silvio Florito                        | Alianza Santafesina                         | Por el Trabajo, la Justicia y la Educación | 1.836                                      | 34,13              |                    | 5.379              | 35,68              |
| Nadia Nelly Varde                          | Alianza Santafesina                         | Frente para la Sociedad                    | 144                                        | 2,68               |                    | 5.379              | 35,68              |
| Jorge Raúl Engler                          | Alianza Santafesina                         | Principios, Decencia, Prosperidad          | 110                                        | 2,04               |                    | 5.379              | 35,68              |
| Votos al lema                              | Votos al lema                               | 3                                          | 0,06                                       |                    |                    | 5.379              | 35,68              |
|                                            | Alianza Social Cristiana del Tercer Milenio | —                                          | —                                          | —                  | —                  | 20                 | 0,13               |
|                                            | Partido Humanista                           | Ramona Florentina Ibarra                   | —                                          | —                  | —                  | 19                 | 0,13               |
|                                            | Unidad de la Izquierda y la Resistencia     | Juan Carlos Cardozo                        | —                                          | —                  | —                  | 10                 | 0,07               |
| Votos positivos                            | Votos positivos                             | Votos positivos                            | Votos positivos                            | Votos positivos    | Votos positivos    | 15.076             | 95,50              |
| Votos en blanco                            | Votos en blanco                             | Votos en blanco                            | Votos en blanco                            | Votos en blanco    | Votos en blanco    | 654                | 4,14               |
| Votos nulos                                | Votos nulos                                 | Votos nulos                                | Votos nulos                                | Votos nulos        | Votos nulos        | 56                 | 0,35               |
| Total de votos                             | Total de votos                              | Total de votos                             | Total de votos                             | Total de votos     | Total de votos     | 15.786             | 100                |
| San Jerónimo 1 Senador                     |                                             |                                            |                                            |                    |                    |                    |                    |
| Lema                                       | Lema                                        | Candidato                                  | Sublema                                    | Sublema            | Sublema            | Lema               | Lema               |
| Lema                                       | Lema                                        | Candidato                                  | Sublema                                    | Votos              | %                  | Votos              | %                  |
|                                            | Partido Justicialista                       | Hugo Américo Fermani                       | Por Santa Fe                               | 9.025              | 31,48              | 28.665             | 66,35              |
| Trabajar Juntos para Santa Fe              | Partido Justicialista                       | Hugo Américo Fermani                       | 2.509                                      | 8,75               |                    | 28.665             | 66,35              |
| Lo Mejor para Santa Fe                     | Partido Justicialista                       | Hugo Américo Fermani                       | 813                                        | 2,84               |                    | 28.665             | 66,35              |
| Total                                      | Partido Justicialista                       | Hugo Américo Fermani                       | 12.347                                     | 43,07              |                    | 28.665             | 66,35              |
| Jorge Carlos del Bianco                    | Partido Justicialista                       | Todos para Santa Fe                        | 10.227                                     | 35,68              |                    | 28.665             | 66,35              |
| Jorge Carlos del Bianco                    | Partido Justicialista                       | Santa Fe en Desarrollo                     | 117                                        | 0,41               |                    | 28.665             | 66,35              |
| Jorge Carlos del Bianco                    | Partido Justicialista                       | Total                                      | 10.344                                     | 36,09              |                    | 28.665             | 66,35              |
| Marta Elena Morante                        | Partido Justicialista                       | Una Provincia que Crece                    | 2.313                                      | 8,07               |                    | 28.665             | 66,35              |
| Marta Elena Morante                        | Partido Justicialista                       | Unión Vecinal para Santa Fe                | 1.979                                      | 6,90               |                    | 28.665             | 66,35              |
| Marta Elena Morante                        | Partido Justicialista                       | Frente de Unidad                           | 227                                        | 0,79               |                    | 28.665             | 66,35              |
| Marta Elena Morante                        | Partido Justicialista                       | La Fuerza y la Unidad del Pueblo de [...]  | 193                                        | 0,67               |                    | 28.665             | 66,35              |
| Marta Elena Morante                        | Partido Justicialista                       | Total                                      | 4.712                                      | 16,44              |                    | 28.665             | 66,35              |
| Alemán Emilio Berra                        | Partido Justicialista                       | Unidad Santafesina                         | 1.056                                      | 3,68               |                    | 28.665             | 66,35              |
| Héctor Eduardo Oronao                      | Partido Justicialista                       | Sólo para Servir                           | 138                                        | 0,48               |                    | 28.665             | 66,35              |
| Héctor Eduardo Oronao                      | Partido Justicialista                       | Creciendo en Unidad                        | 22                                         | 0,08               |                    | 28.665             | 66,35              |
| Héctor Eduardo Oronao                      | Partido Justicialista                       | Total                                      | 160                                        | 0,56               |                    | 28.665             | 66,35              |
| Votos al lema                              | Votos al lema                               | 46                                         | 0,16                                       |                    |                    | 28.665             | 66,35              |
|                                            | Alianza Santafesina                         | Enrique A. Núñez                           | Convergencia                               | 6.248              | 43,99              | 14.202             | 32,87              |
| Confluencia                                | Alianza Santafesina                         | Enrique A. Núñez                           | 273                                        | 1,92               |                    | 14.202             | 32,87              |
| Total                                      | Alianza Santafesina                         | Enrique A. Núñez                           | 6.521                                      | 45,92              |                    | 14.202             | 32,87              |
| Miguel David Mesegue                       | Alianza Santafesina                         | Principios, Decencia, Prosperidad          | 5.225                                      | 36,79              |                    | 14.202             | 32,87              |
| Norma Gladis Carmona de Astorquia          | Alianza Santafesina                         | Frente para la Sociedad                    | 1.355                                      | 9,54               |                    | 14.202             | 32,87              |
| Norma Gladis Carmona de Astorquia          | Alianza Santafesina                         | Por el Trabajo, la Justicia y la Educación | 714                                        | 5,03               |                    | 14.202             | 32,87              |
| Norma Gladis Carmona de Astorquia          | Alianza Santafesina                         | Es el Tiempo de lo Nuevo                   | 366                                        | 2,58               |                    | 14.202             | 32,87              |
| Norma Gladis Carmona de Astorquia          | Alianza Santafesina                         | El Futuro en Buenas Manos                  | 1                                          | 0,01               |                    | 14.202             | 32,87              |
| Norma Gladis Carmona de Astorquia          | Alianza Santafesina                         | Total                                      | 2.436                                      | 17,15              |                    | 14.202             | 32,87              |
| Votos al lema                              | Votos al lema                               | 20                                         | 0,14                                       |                    |                    | 14.202             | 32,87              |
|                                            | Unidad de la Izquierda y la Resistencia     | Idal Never Zárate                          | —                                          | —                  | —                  | 183                | 0,42               |
|                                            | Alianza Social Cristiana del Tercer Milenio | Rubén Domingo Colidio                      | —                                          | —                  | —                  | 79                 | 0,18               |
|                                            | Partido Humanista                           | Norma Beatriz Marioni                      | —                                          | —                  | —                  | 75                 | 0,17               |
| Votos positivos                            | Votos positivos                             | Votos positivos                            | Votos positivos                            | Votos positivos    | Votos positivos    | 43.204             | 92,10              |
| Votos en blanco                            | Votos en blanco                             | Votos en blanco                            | Votos en blanco                            | Votos en blanco    | Votos en blanco    | 3.559              | 7,59               |
| Votos nulos                                | Votos nulos                                 | Votos nulos                                | Votos nulos                                | Votos nulos        | Votos nulos        | 149                | 0,32               |
| Total de votos                             | Total de votos                              | Total de votos                             | Total de votos                             | Total de votos     | Total de votos     | 46.912             | 100                |
| San Justo 1 Senador                        |                                             |                                            |                                            |                    |                    |                    |                    |
| Lema                                       | Lema                                        | Candidato                                  | Sublema                                    | Sublema            | Sublema            | Lema               | Lema               |
| Lema                                       | Lema                                        | Candidato                                  | Sublema                                    | Votos              | %                  | Votos              | %                  |
|                                            | Partido Justicialista                       | Ricardo Dionisio Olivera                   | Por Santa Fe                               | 5.517              | 37,42              | 14.744             | 64,56              |
| Todos para Santa Fe                        | Partido Justicialista                       | Ricardo Dionisio Olivera                   | 3.981                                      | 27,00              |                    | 14.744             | 64,56              |
| Santa Fe en Desarrollo                     | Partido Justicialista                       | Ricardo Dionisio Olivera                   | 2.104                                      | 14,27              |                    | 14.744             | 64,56              |
| Trabajar Juntos para Santa Fe              | Partido Justicialista                       | Ricardo Dionisio Olivera                   | 1.309                                      | 8,88               |                    | 14.744             | 64,56              |
| Unión Vecinal para Santa Fe                | Partido Justicialista                       | Ricardo Dionisio Olivera                   | 1.073                                      | 7,28               |                    | 14.744             | 64,56              |
| 11 de Julio                                | Partido Justicialista                       | Ricardo Dionisio Olivera                   | 589                                        | 3,99               |                    | 14.744             | 64,56              |
| Lo Mejor para Santa Fe                     | Partido Justicialista                       | Ricardo Dionisio Olivera                   | 10                                         | 0,07               |                    | 14.744             | 64,56              |
| Total                                      | Partido Justicialista                       | Ricardo Dionisio Olivera                   | 14.583                                     | 98,91              |                    | 14.744             | 64,56              |
| Antonio Horacio Elías                      | Partido Justicialista                       | Una Provincia que Crece                    | 136                                        | 0,92               |                    | 14.744             | 64,56              |
| Oscar Alberto Duarte                       | Partido Justicialista                       | Sólo para Servir                           | 2                                          | 0,01               |                    | 14.744             | 64,56              |
| Votos al lema                              | Votos al lema                               | 23                                         | 0,16                                       |                    |                    | 14.744             | 64,56              |
|                                            | Alianza Santafesina                         | Héctor Hugo Rotela                         | Lo que Viene                               | 2.793              | 35,21              | 7.933              | 34,74              |
| Por el Trabajo, la Justicia y la Educación | Alianza Santafesina                         | Héctor Hugo Rotela                         | 2.719                                      | 34,27              |                    | 7.933              | 34,74              |
| Frente para la Sociedad                    | Alianza Santafesina                         | Héctor Hugo Rotela                         | 399                                        | 5,03               |                    | 7.933              | 34,74              |
| Santa Fe Grande                            | Alianza Santafesina                         | Héctor Hugo Rotela                         | 274                                        | 3,45               |                    | 7.933              | 34,74              |
| Total                                      | Alianza Santafesina                         | Héctor Hugo Rotela                         | 6.185                                      | 77,97              |                    | 7.933              | 34,74              |
| Julio Jesús Zanutigh                       | Alianza Santafesina                         | Convergencia                               | 1.043                                      | 13,15              |                    | 7.933              | 34,74              |
| Julio Jesús Zanutigh                       | Alianza Santafesina                         | Principios, Decencia, Prosperidad          | 370                                        | 4,66               |                    | 7.933              | 34,74              |
| Julio Jesús Zanutigh                       | Alianza Santafesina                         | Confluencia                                | 308                                        | 3,88               |                    | 7.933              | 34,74              |
| Julio Jesús Zanutigh                       | Alianza Santafesina                         | Confianza                                  | 12                                         | 0,15               |                    | 7.933              | 34,74              |
| Julio Jesús Zanutigh                       | Alianza Santafesina                         | Unión de Independientes                    | 7                                          | 0,09               |                    | 7.933              | 34,74              |
| Julio Jesús Zanutigh                       | Alianza Santafesina                         | Total                                      | 1.740                                      | 21,93              |                    | 7.933              | 34,74              |
| Votos al lema                              | Votos al lema                               | 8                                          | 0,10                                       |                    |                    | 7.933              | 34,74              |
|                                            | Unidad de la Izquierda y la Resistencia     | Renato Parra                               | —                                          | —                  | —                  | 110                | 0,48               |
|                                            | Alianza Social Cristiana del Tercer Milenio | R. Crecente Lovino                         | —                                          | —                  | —                  | 30                 | 0,13               |
|                                            | Partido Humanista                           | María Angélica Ferreyra                    | —                                          | —                  | —                  | 20                 | 0,09               |
| Votos positivos                            | Votos positivos                             | Votos positivos                            | Votos positivos                            | Votos positivos    | Votos positivos    | 22.837             | 94,00              |
| Votos en blanco                            | Votos en blanco                             | Votos en blanco                            | Votos en blanco                            | Votos en blanco    | Votos en blanco    | 1.382              | 5,69               |
| Votos nulos                                | Votos nulos                                 | Votos nulos                                | Votos nulos                                | Votos nulos        | Votos nulos        | 75                 | 0,31               |
| Total de votos                             | Total de votos                              | Total de votos                             | Total de votos                             | Total de votos     | Total de votos     | 24.294             | 100                |
| San Lorenzo 1 Senador                      |                                             |                                            |                                            |                    |                    |                    |                    |
| Lema                                       | Lema                                        | Candidato                                  | Sublema                                    | Sublema            | Sublema            | Lema               | Lema               |
| Lema                                       | Lema                                        | Candidato                                  | Sublema                                    | Votos              | %                  | Votos              | %                  |
|                                            | Partido Justicialista                       | Jorge Raúl Monasterolo                     | Todos para Santa Fe                        | 15.119             | 31,36              | 48.214             | 62,43              |
| Santa Fe en Desarrollo                     | Partido Justicialista                       | Jorge Raúl Monasterolo                     | 2.185                                      | 4,53               |                    | 48.214             | 62,43              |
| Lo Mejor para Santa Fe                     | Partido Justicialista                       | Jorge Raúl Monasterolo                     | 527                                        | 1,09               |                    | 48.214             | 62,43              |
| Total                                      | Partido Justicialista                       | Jorge Raúl Monasterolo                     | 17.831                                     | 36,98              |                    | 48.214             | 62,43              |
| Lorenzo Sebastián Domínguez                | Partido Justicialista                       | Por Santa Fe                               | 9.800                                      | 20,33              |                    | 48.214             | 62,43              |
| Lorenzo Sebastián Domínguez                | Partido Justicialista                       | Unidad Santafesina                         | 5.081                                      | 10,54              |                    | 48.214             | 62,43              |
| Lorenzo Sebastián Domínguez                | Partido Justicialista                       | Arriba Santa Fe                            | 797                                        | 1,65               |                    | 48.214             | 62,43              |
| Lorenzo Sebastián Domínguez                | Partido Justicialista                       | Solidaridad y Trabajo                      | 767                                        | 1,59               |                    | 48.214             | 62,43              |
| Lorenzo Sebastián Domínguez                | Partido Justicialista                       | Total                                      | 16.445                                     | 34,11              |                    | 48.214             | 62,43              |
| Pedro Alberto Rodríguez                    | Partido Justicialista                       | Trabajar Juntos para Santa Fe              | 13.729                                     | 28,48              |                    | 48.214             | 62,43              |
| Carlos Alberto Landucci                    | Partido Justicialista                       | Sólo para Servir                           | 71                                         | 0,15               |                    | 48.214             | 62,43              |
| Carlos Alberto Landucci                    | Partido Justicialista                       | Creciendo en Unidad                        | 1                                          | 0,00               |                    | 48.214             | 62,43              |
| Carlos Alberto Landucci                    | Partido Justicialista                       | Total                                      | 72                                         | 0,15               |                    | 48.214             | 62,43              |
| Luis Alberto de Isla                       | Partido Justicialista                       | Una Provincia que Crece                    | 9                                          | 0,02               |                    | 48.214             | 62,43              |
| Votos al lema                              | Votos al lema                               | 128                                        | 0,27                                       |                    |                    | 48.214             | 62,43              |
|                                            | Alianza Santafesina                         | Rubén Omar Marinozzi                       | Convergencia                               | 8.558              | 30,40              | 28.151             | 36,45              |
| Confluencia                                | Alianza Santafesina                         | Rubén Omar Marinozzi                       | 5.738                                      | 20,38              |                    | 28.151             | 36,45              |
| Unión por el Cambio                        | Alianza Santafesina                         | Rubén Omar Marinozzi                       | 2.507                                      | 8,91               |                    | 28.151             | 36,45              |
| Por más Fuentes de Trabajo                 | Alianza Santafesina                         | Rubén Omar Marinozzi                       | 280                                        | 0,99               |                    | 28.151             | 36,45              |
| Por los Pueblos                            | Alianza Santafesina                         | Rubén Omar Marinozzi                       | 279                                        | 0,99               |                    | 28.151             | 36,45              |
| San Lorenzo Resurge                        | Alianza Santafesina                         | Rubén Omar Marinozzi                       | 228                                        | 0,81               |                    | 28.151             | 36,45              |
| Caminando hacia el Progreso                | Alianza Santafesina                         | Rubén Omar Marinozzi                       | 181                                        | 0,64               |                    | 28.151             | 36,45              |
| Total                                      | Alianza Santafesina                         | Rubén Omar Marinozzi                       | 17.771                                     | 63,13              |                    | 28.151             | 36,45              |
| Roberto Estrada                            | Alianza Santafesina                         | Confianza                                  | 2.809                                      | 9,98               |                    | 28.151             | 36,45              |
| Miguel Ángel Pafundi                       | Alianza Santafesina                         | Principios, Decencia, Prosperidad          | 2.171                                      | 7,71               |                    | 28.151             | 36,45              |
| Guillermo José Arroyo                      | Alianza Santafesina                         | Unión de Independientes                    | 1.960                                      | 6,96               |                    | 28.151             | 36,45              |
| Mario Primo Cavallone                      | Alianza Santafesina                         | Por el Trabajo, la Justicia y la Educación | 1.075                                      | 3,82               |                    | 28.151             | 36,45              |
| Mario Primo Cavallone                      | Alianza Santafesina                         | Frente para la Sociedad                    | 547                                        | 1,94               |                    | 28.151             | 36,45              |
| Mario Primo Cavallone                      | Alianza Santafesina                         | El Futuro en Buenas Manos                  | 233                                        | 0,83               |                    | 28.151             | 36,45              |
| Mario Primo Cavallone                      | Alianza Santafesina                         | Lo que Viene                               | 10                                         | 0,04               |                    | 28.151             | 36,45              |
| Mario Primo Cavallone                      | Alianza Santafesina                         | Total                                      | 1.865                                      | 6,62               |                    | 28.151             | 36,45              |
| Ana Lía Semorile                           | Alianza Santafesina                         | Es el Tiempo de lo Nuevo                   | 919                                        | 3,26               |                    | 28.151             | 36,45              |
| Ana Lía Semorile                           | Alianza Santafesina                         | La Fuerza del Cambio                       | 549                                        | 1,95               |                    | 28.151             | 36,45              |
| Ana Lía Semorile                           | Alianza Santafesina                         | Cambio 99                                  | 12                                         | 0,04               |                    | 28.151             | 36,45              |
| Ana Lía Semorile                           | Alianza Santafesina                         | Total                                      | 1.480                                      | 5,26               |                    | 28.151             | 36,45              |
| Votos al lema                              | Votos al lema                               | 95                                         | 0,34                                       |                    |                    | 28.151             | 36,45              |
|                                            | Partido Obrero                              | Luis Raúl Calarota                         | —                                          | —                  | —                  | 391                | 0,51               |
|                                            | Unidad de la Izquierda y la Resistencia     | Rubén Oscar Meroy                          | —                                          | —                  | —                  | 221                | 0,29               |
|                                            | Partido Humanista                           | Silvia Marcela Franco                      | —                                          | —                  | —                  | 211                | 0,27               |
|                                            | Alianza Social Cristiana del Tercer Milenio | Roberto Cabrera                            | —                                          | —                  | —                  | 43                 | 0,06               |
| Votos positivos                            | Votos positivos                             | Votos positivos                            | Votos positivos                            | Votos positivos    | Votos positivos    | 77.231             | 90,19              |
| Votos en blanco                            | Votos en blanco                             | Votos en blanco                            | Votos en blanco                            | Votos en blanco    | Votos en blanco    | 7.882              | 9,20               |
| Votos nulos                                | Votos nulos                                 | Votos nulos                                | Votos nulos                                | Votos nulos        | Votos nulos        | 515                | 0,60               |
| Total de votos                             | Total de votos                              | Total de votos                             | Total de votos                             | Total de votos     | Total de votos     | 85.628             | 100                |
| San Martín 1 Senador                       |                                             |                                            |                                            |                    |                    |                    |                    |
| Lema                                       | Lema                                        | Candidato                                  | Sublema                                    | Sublema            | Sublema            | Lema               | Lema               |
| Lema                                       | Lema                                        | Candidato                                  | Sublema                                    | Votos              | %                  | Votos              | %                  |
|                                            | Partido Justicialista                       | Daniel Antonino Depetris                   | Por Santa Fe                               | 10.880             | 42,57              | 25.555             | 73,60              |
| Todos para Santa Fe                        | Partido Justicialista                       | Daniel Antonino Depetris                   | 5.053                                      | 19,77              |                    | 25.555             | 73,60              |
| Unión Vecinal para Santa Fe                | Partido Justicialista                       | Daniel Antonino Depetris                   | 3.683                                      | 14,41              |                    | 25.555             | 73,60              |
| Trabajar Juntos para Santa Fe              | Partido Justicialista                       | Daniel Antonino Depetris                   | 3.149                                      | 12,32              |                    | 25.555             | 73,60              |
| Santa Fe en Desarrollo                     | Partido Justicialista                       | Daniel Antonino Depetris                   | 879                                        | 3,44               |                    | 25.555             | 73,60              |
| Total                                      | Partido Justicialista                       | Daniel Antonino Depetris                   | 23.644                                     | 92,52              |                    | 25.555             | 73,60              |
| Julio Leonardo Baroso                      | Partido Justicialista                       | Una Provincia que Crece                    | 1.597                                      | 6,25               |                    | 25.555             | 73,60              |
| Juan Carlos Zacarías                       | Partido Justicialista                       | Sólo para Servir                           | 282                                        | 1,10               |                    | 25.555             | 73,60              |
| Votos al lema                              | Votos al lema                               | 32                                         | 0,13                                       |                    |                    | 25.555             | 73,60              |
|                                            | Alianza Santafesina                         | Armando Olivio Arcando                     | Convergencia                               | 4.494              | 51,04              | 8.805              | 25,36              |
| Principios, Decencia, Prosperidad          | Alianza Santafesina                         | Armando Olivio Arcando                     | 1.385                                      | 15,73              |                    | 8.805              | 25,36              |
| Por el Trabajo, la Justicia y la Educación | Alianza Santafesina                         | Armando Olivio Arcando                     | 1.185                                      | 13,46              |                    | 8.805              | 25,36              |
| Confluencia                                | Alianza Santafesina                         | Armando Olivio Arcando                     | 1.090                                      | 12,38              |                    | 8.805              | 25,36              |
| Confianza                                  | Alianza Santafesina                         | Armando Olivio Arcando                     | 306                                        | 3,48               |                    | 8.805              | 25,36              |
| Unión de Independientes                    | Alianza Santafesina                         | Armando Olivio Arcando                     | 247                                        | 2,81               |                    | 8.805              | 25,36              |
| Frente para la Sociedad                    | Alianza Santafesina                         | Armando Olivio Arcando                     | 80                                         | 0,91               |                    | 8.805              | 25,36              |
| El Futuro en Buenas Manos                  | Alianza Santafesina                         | Armando Olivio Arcando                     | 5                                          | 0,06               |                    | 8.805              | 25,36              |
| Es el Tiempo de lo Nuevo                   | Alianza Santafesina                         | Armando Olivio Arcando                     | 2                                          | 0,02               |                    | 8.805              | 25,36              |
| Total                                      | Alianza Santafesina                         | Armando Olivio Arcando                     | 8.794                                      | 99,88              |                    | 8.805              | 25,36              |
| Votos al lema                              | Votos al lema                               | 11                                         | 0,12                                       |                    |                    | 8.805              | 25,36              |
|                                            | Partido Humanista                           | Elisa Beatriz Mas                          | —                                          | —                  | —                  | 131                | 0,38               |
|                                            | Unidad de la Izquierda y la Resistencia     | Fabián Walter Grecchi                      | —                                          | —                  | —                  | 126                | 0,36               |
|                                            | Alianza Social Cristiana del Tercer Milenio | Alberto Vicente Pronotti                   | —                                          | —                  | —                  | 105                | 0,30               |
| Votos positivos                            | Votos positivos                             | Votos positivos                            | Votos positivos                            | Votos positivos    | Votos positivos    | 34.722             | 90,97              |
| Votos en blanco                            | Votos en blanco                             | Votos en blanco                            | Votos en blanco                            | Votos en blanco    | Votos en blanco    | 3.302              | 8,65               |
| Votos nulos                                | Votos nulos                                 | Votos nulos                                | Votos nulos                                | Votos nulos        | Votos nulos        | 144                | 0,38               |
| Total de votos                             | Total de votos                              | Total de votos                             | Total de votos                             | Total de votos     | Total de votos     | 38.168             | 100                |
| Vera 1 Senador                             |                                             |                                            |                                            |                    |                    |                    |                    |
| Lema                                       | Lema                                        | Candidato                                  | Sublema                                    | Sublema            | Sublema            | Lema               | Lema               |
| Lema                                       | Lema                                        | Candidato                                  | Sublema                                    | Votos              | %                  | Votos              | %                  |
|                                            | Partido Justicialista                       | Martín Mucchielli                          | Por Santa Fe                               | 4.540              | 25,20              | 18.017             | 69,77              |
| Trabajar Juntos para Santa Fe              | Partido Justicialista                       | Martín Mucchielli                          | 1.545                                      | 8,58               |                    | 18.017             | 69,77              |
| Vera Merece lo Mejor                       | Partido Justicialista                       | Martín Mucchielli                          | 985                                        | 5,47               |                    | 18.017             | 69,77              |
| Lo Mejor para Santa Fe                     | Partido Justicialista                       | Martín Mucchielli                          | 2                                          | 0,01               |                    | 18.017             | 69,77              |
| Total                                      | Partido Justicialista                       | Martín Mucchielli                          | 7.072                                      | 39,25              |                    | 18.017             | 69,77              |
| Hugo Fernando Pucheta                      | Partido Justicialista                       | Todos para Santa Fe                        | 4.850                                      | 26,92              |                    | 18.017             | 69,77              |
| Hugo Fernando Pucheta                      | Partido Justicialista                       | Unión Vecinal para Santa Fe                | 782                                        | 4,34               |                    | 18.017             | 69,77              |
| Hugo Fernando Pucheta                      | Partido Justicialista                       | Total                                      | 5.632                                      | 31,26              |                    | 18.017             | 69,77              |
| Osvaldo Francisco Bernardi                 | Partido Justicialista                       | Unidad Santafesina                         | 4.017                                      | 22,30              |                    | 18.017             | 69,77              |
| Osvaldo Francisco Bernardi                 | Partido Justicialista                       | Una Provincia que Crece                    | 3                                          | 0,02               |                    | 18.017             | 69,77              |
| Osvaldo Francisco Bernardi                 | Partido Justicialista                       | Total                                      | 4.020                                      | 22,31              |                    | 18.017             | 69,77              |
| Sixto J. González                          | Partido Justicialista                       | Sólo para Servir                           | 769                                        | 4,27               |                    | 18.017             | 69,77              |
| Ramón Humberto Celestino                   | Partido Justicialista                       | Santa Fe en Desarrollo                     | 313                                        | 1,74               |                    | 18.017             | 69,77              |
| Ramón Humberto Celestino                   | Partido Justicialista                       | Unidad para el Cambio                      | 137                                        | 0,76               |                    | 18.017             | 69,77              |
| Ramón Humberto Celestino                   | Partido Justicialista                       | Total                                      | 450                                        | 2,50               |                    | 18.017             | 69,77              |
| María Cristina Romero                      | Partido Justicialista                       | Frente de Unidad                           | 60                                         | 0,33               |                    | 18.017             | 69,77              |
| Votos al lema                              | Votos al lema                               | 14                                         | 0,08                                       |                    |                    | 18.017             | 69,77              |
|                                            | Alianza Santafesina                         | Gustavo Atilio Latorre                     | Confluencia                                | 5.103              | 66,02              | 7.729              | 29,93              |
| Oscar José Caillat                         | Alianza Santafesina                         | Convergencia                               | 1.632                                      | 21,12              |                    | 7.729              | 29,93              |
| Oscar José Caillat                         | Alianza Santafesina                         | Por el Trabajo, la Justicia y la Educación | 786                                        | 10,17              |                    | 7.729              | 29,93              |
| Oscar José Caillat                         | Alianza Santafesina                         | Principios, Decencia, Prosperidad          | 174                                        | 2,25               |                    | 7.729              | 29,93              |
| Oscar José Caillat                         | Alianza Santafesina                         | El Futuro en Buenas Manos                  | 31                                         | 0,40               |                    | 7.729              | 29,93              |
| Oscar José Caillat                         | Alianza Santafesina                         | Confianza                                  | 1                                          | 0,01               |                    | 7.729              | 29,93              |
| Oscar José Caillat                         | Alianza Santafesina                         | Total                                      | 2.624                                      | 33,95              |                    | 7.729              | 29,93              |
| Votos al lema                              | Votos al lema                               | 2                                          | 0,03                                       |                    |                    | 7.729              | 29,93              |
|                                            | Partido Humanista                           | Lidia Estela Paniagua                      | —                                          | —                  | —                  | 41                 | 0,16               |
|                                            | Unidad de la Izquierda y la Resistencia     | Francisco Fortunato Ibarra                 | —                                          | —                  | —                  | 35                 | 0,14               |
| Votos positivos                            | Votos positivos                             | Votos positivos                            | Votos positivos                            | Votos positivos    | Votos positivos    | 25.822             | 95,30              |
| Votos en blanco                            | Votos en blanco                             | Votos en blanco                            | Votos en blanco                            | Votos en blanco    | Votos en blanco    | 1.166              | 4,30               |
| Votos nulos                                | Votos nulos                                 | Votos nulos                                | Votos nulos                                | Votos nulos        | Votos nulos        | 108                | 0,40               |
| Total de votos                             | Total de votos                              | Total de votos                             | Total de votos                             | Total de votos     | Total de votos     | 27.096             | 100                |